# مجمع معابد دندرة
مجمع معابد دندرة أو معبد دندرة (بالديموطيقية: لونِت أو تنترة) وينطق بالإنجليزية (Tentyra) أو (Denderah)، هو مجمع معابد بطلمي - روماني، يقع في قرية دندرة علي بعد حوالي 5 كم شمال غرب مدينة قنا وعلى بعد 60 كم شمالاً من الأقصر. ويعتبر إحدى أشهر المعابد المحفوظة في مصر التي ما زالت محتفظة برونقها. ومنطقة دندرة كانت جزءاً من إقليم مصر السادس في صعيد مصر، جنوب أبيدوس، الذي كان يعرف باسم إقليم التمساح.

## ضوء دندرة
ضوء دندرة، نقش على جدار المعبد فسمي باسمه، والذي يحكى عنه الكثير من الأساطير، إحدى تلك الروايات أن المصريون كانت لديهم تقنية الأضواء واكتشفوا الكهرباء. تري الصورة زهرة اللوتس (النيولوفر) تكشف عن أفعى على الجدار وقد أختلف علماء الآثار في تفسيرها كما سبق.

## معرض صور

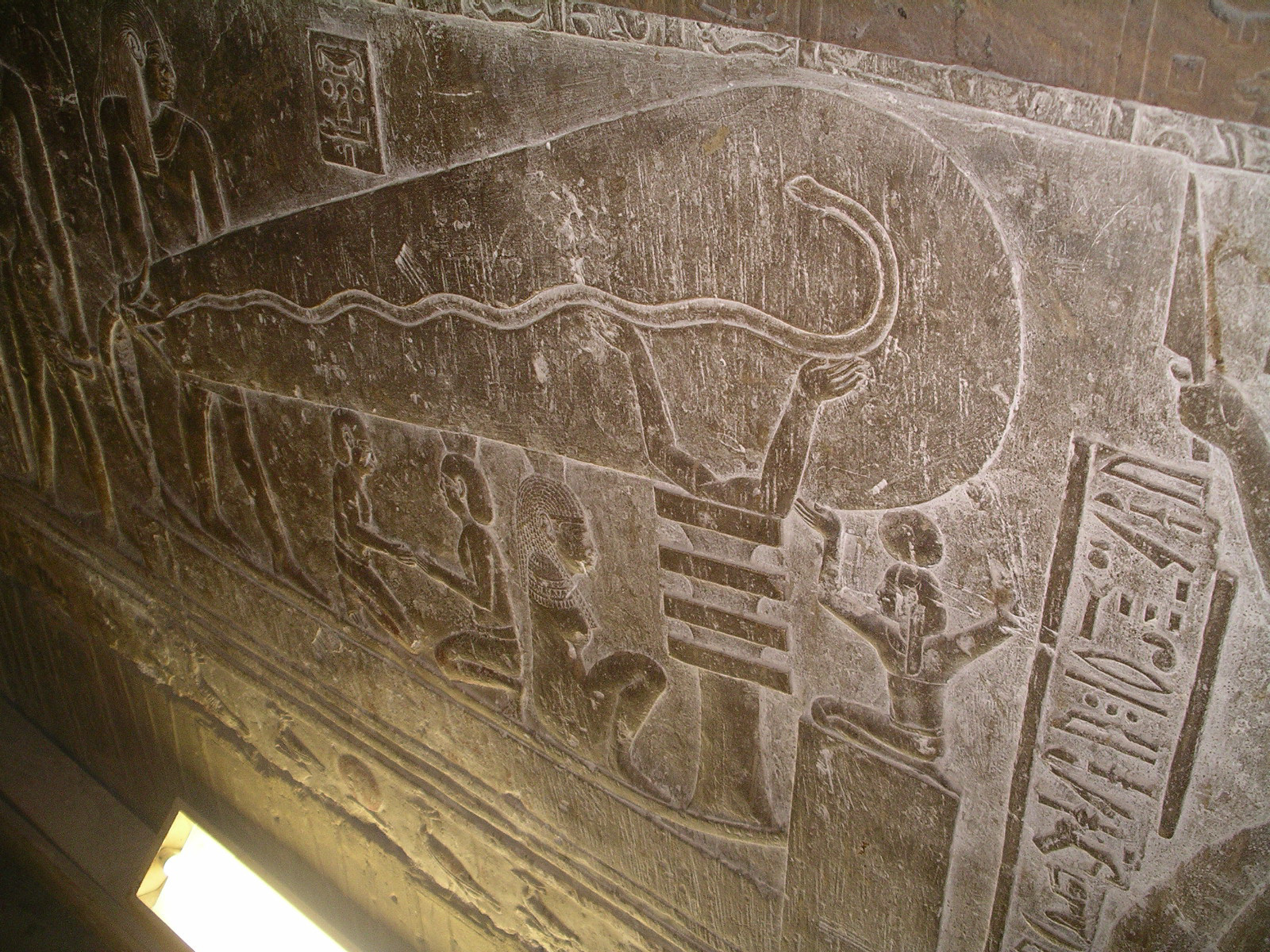
ضوء دندرة النقش الفردي
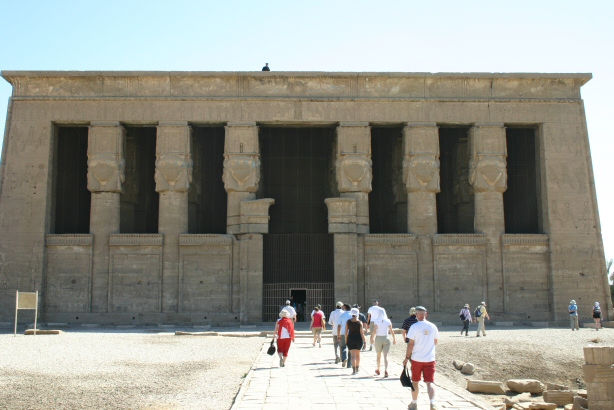
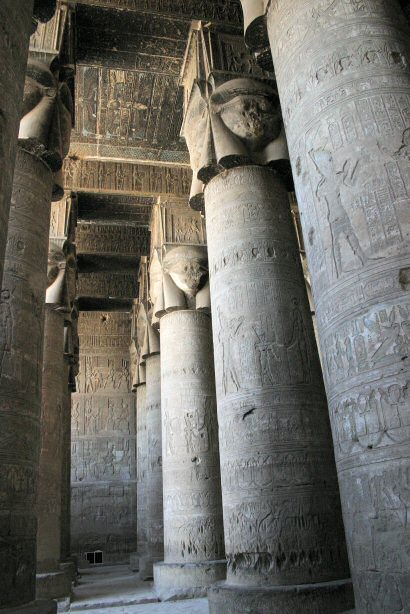
بهو الأعمدة
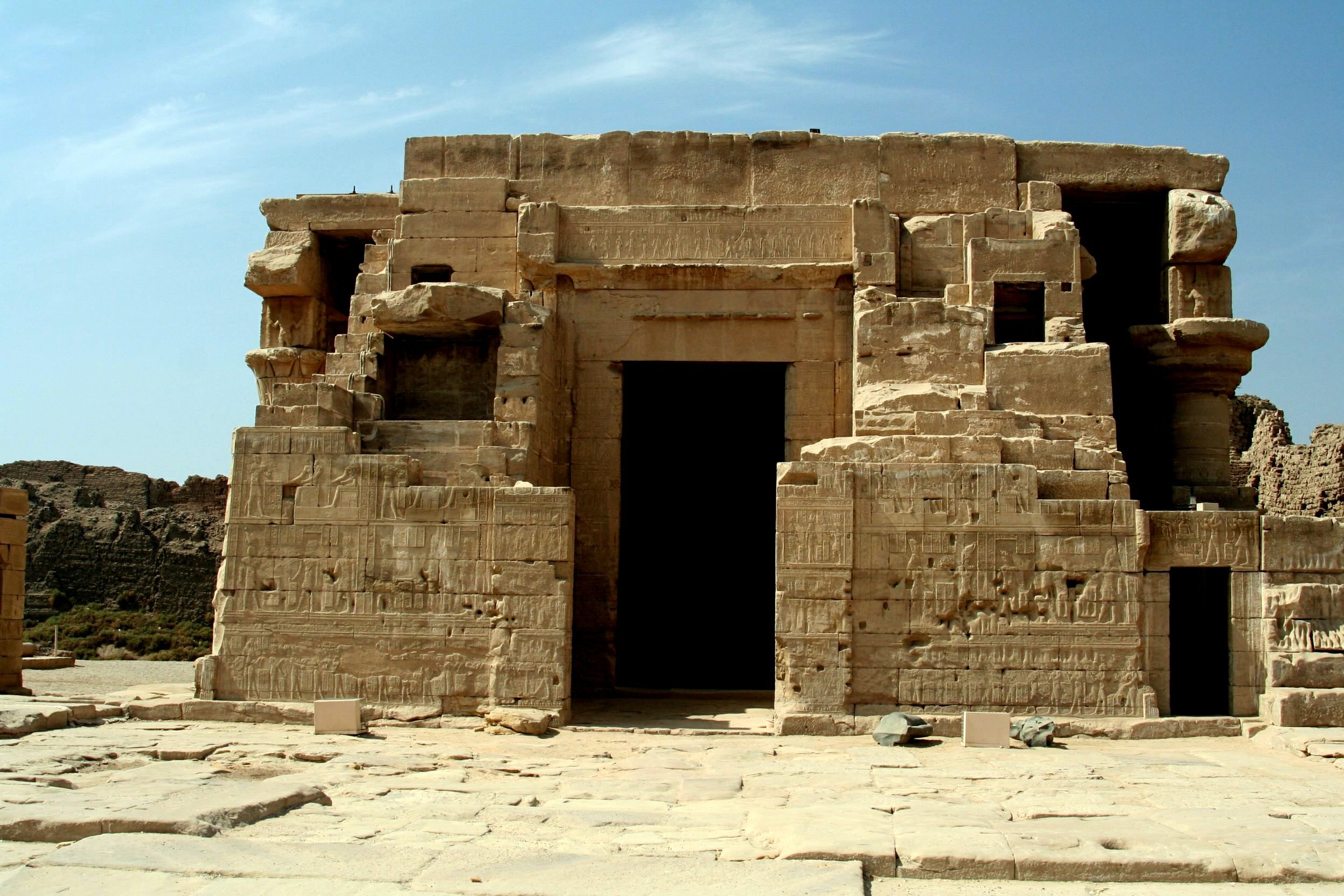
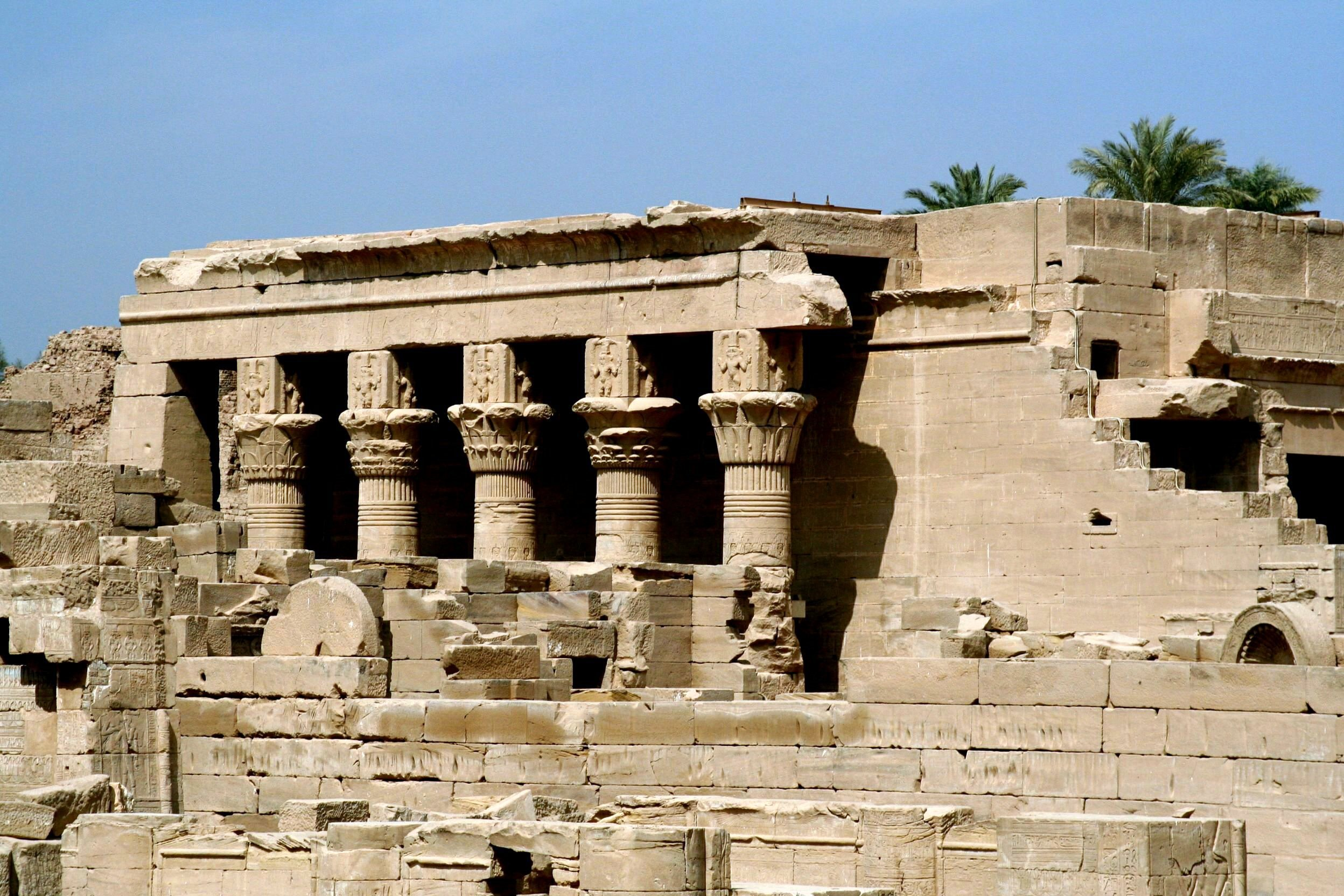
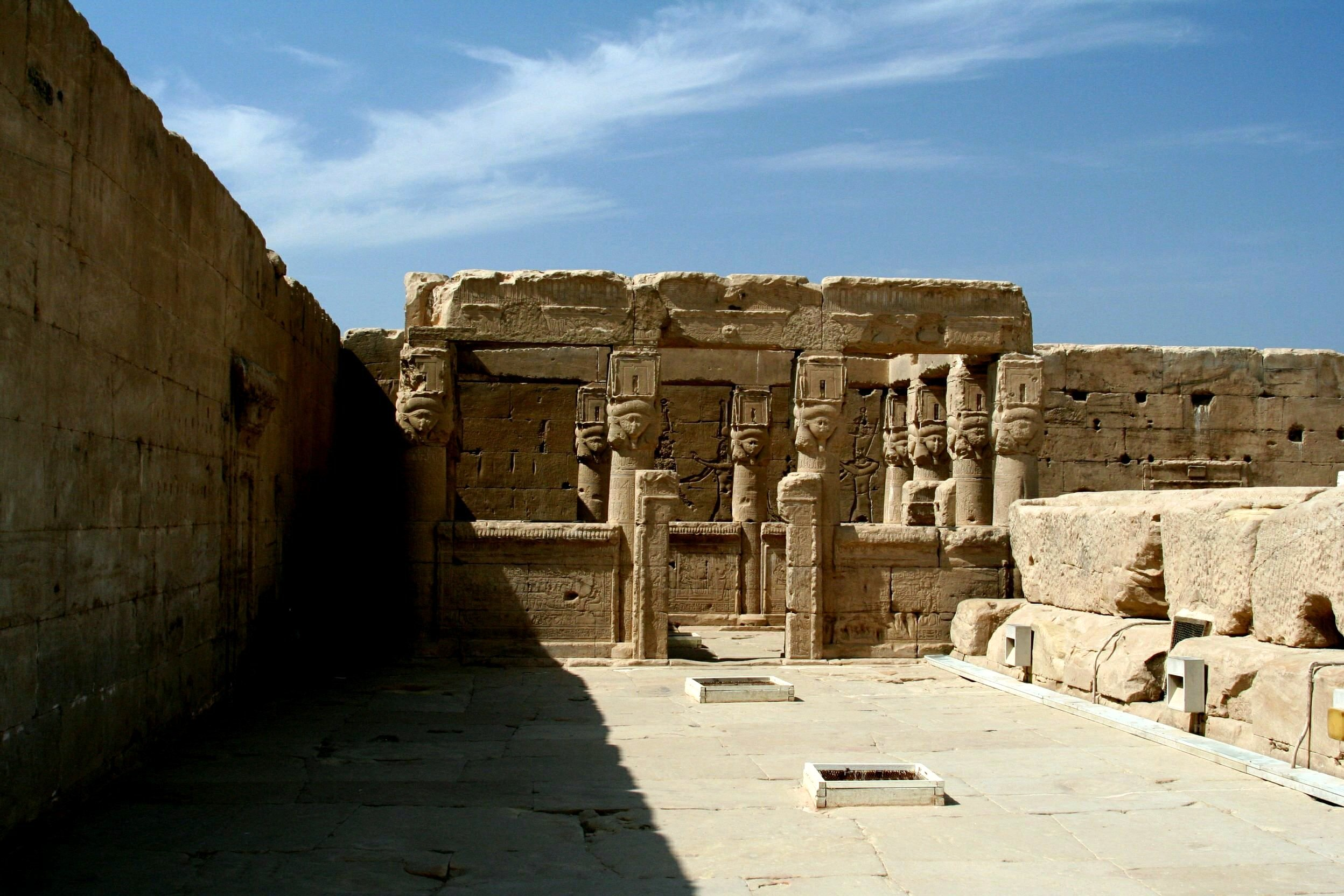
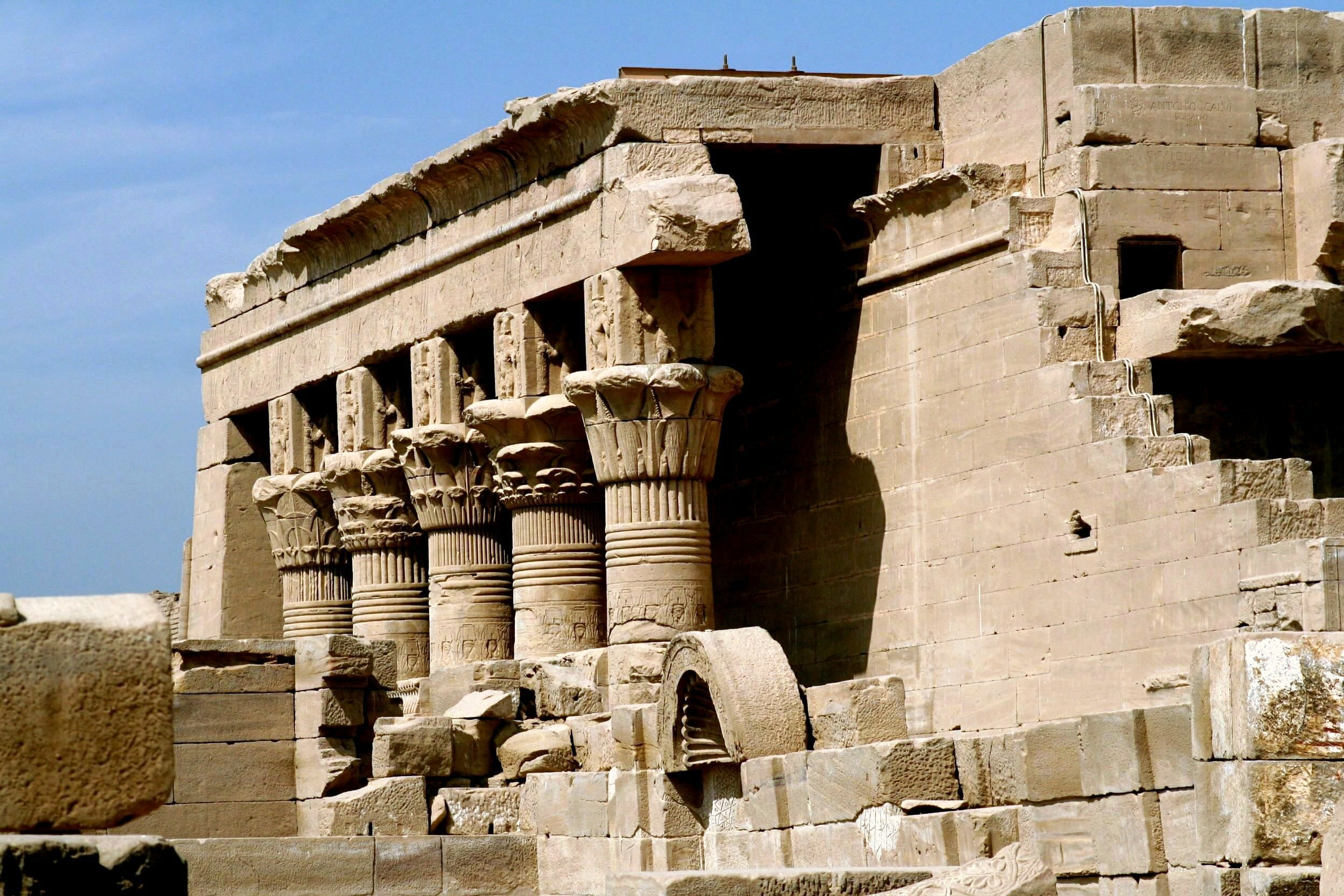
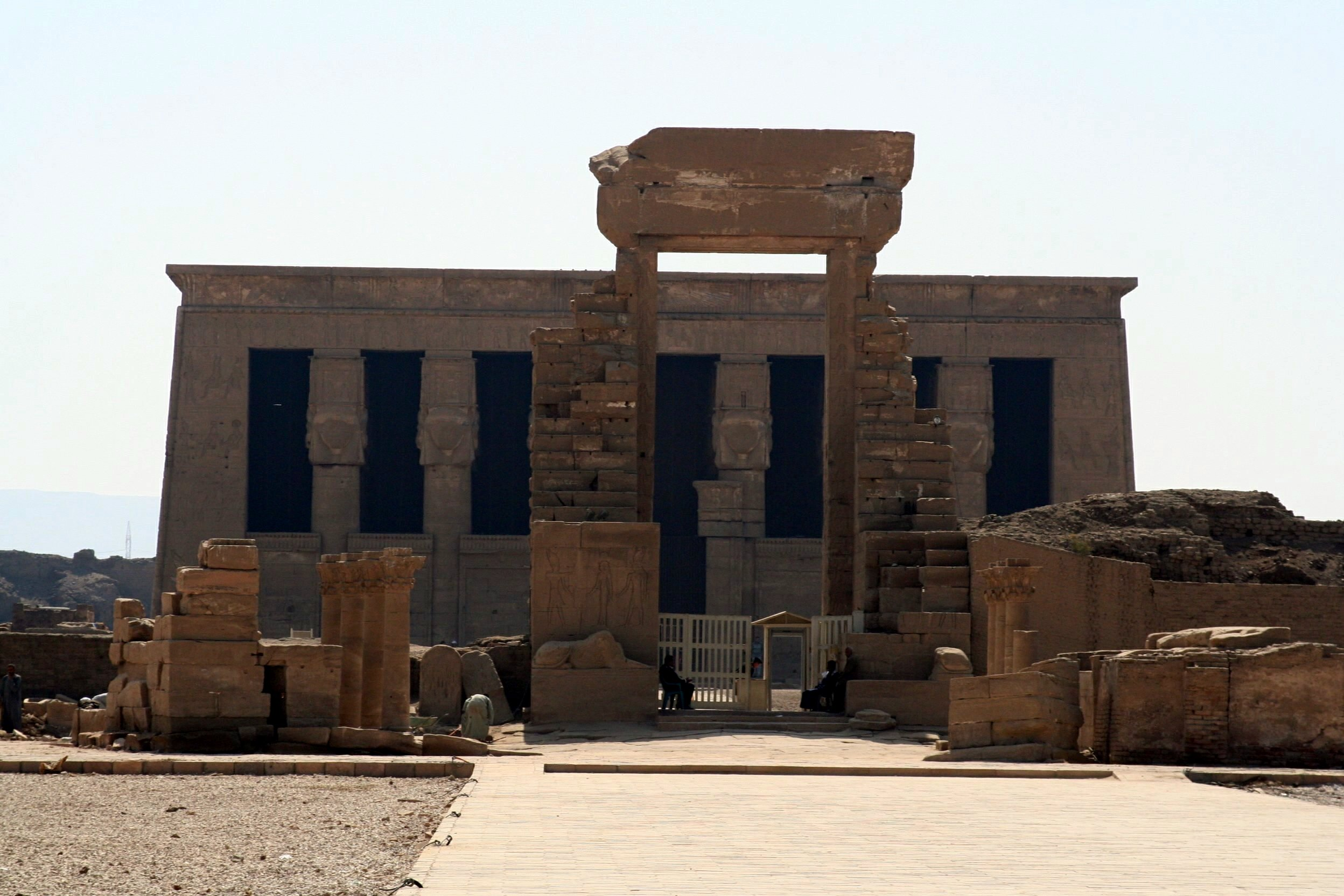
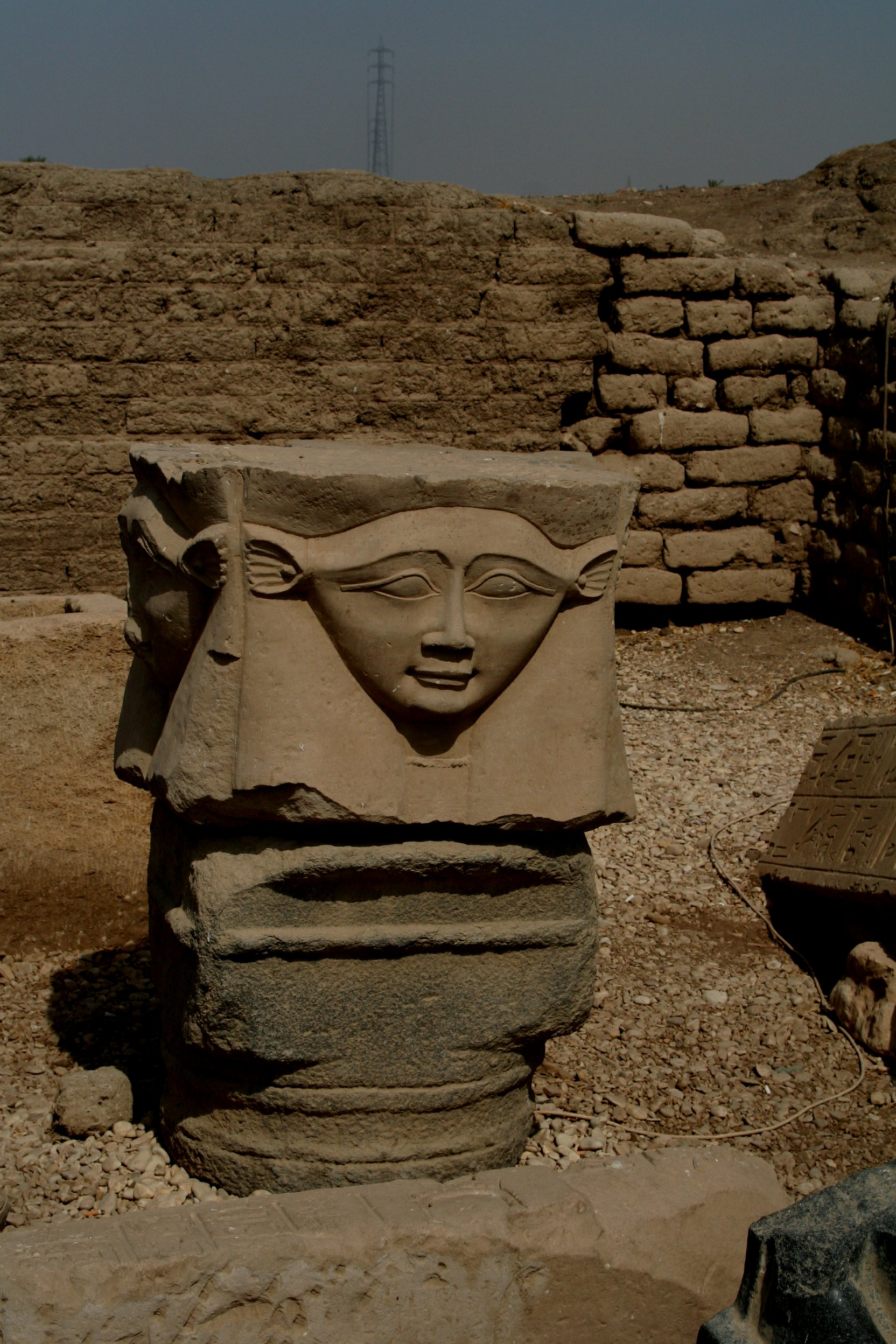
رأس أحد الأعمدة على شكل حتحور
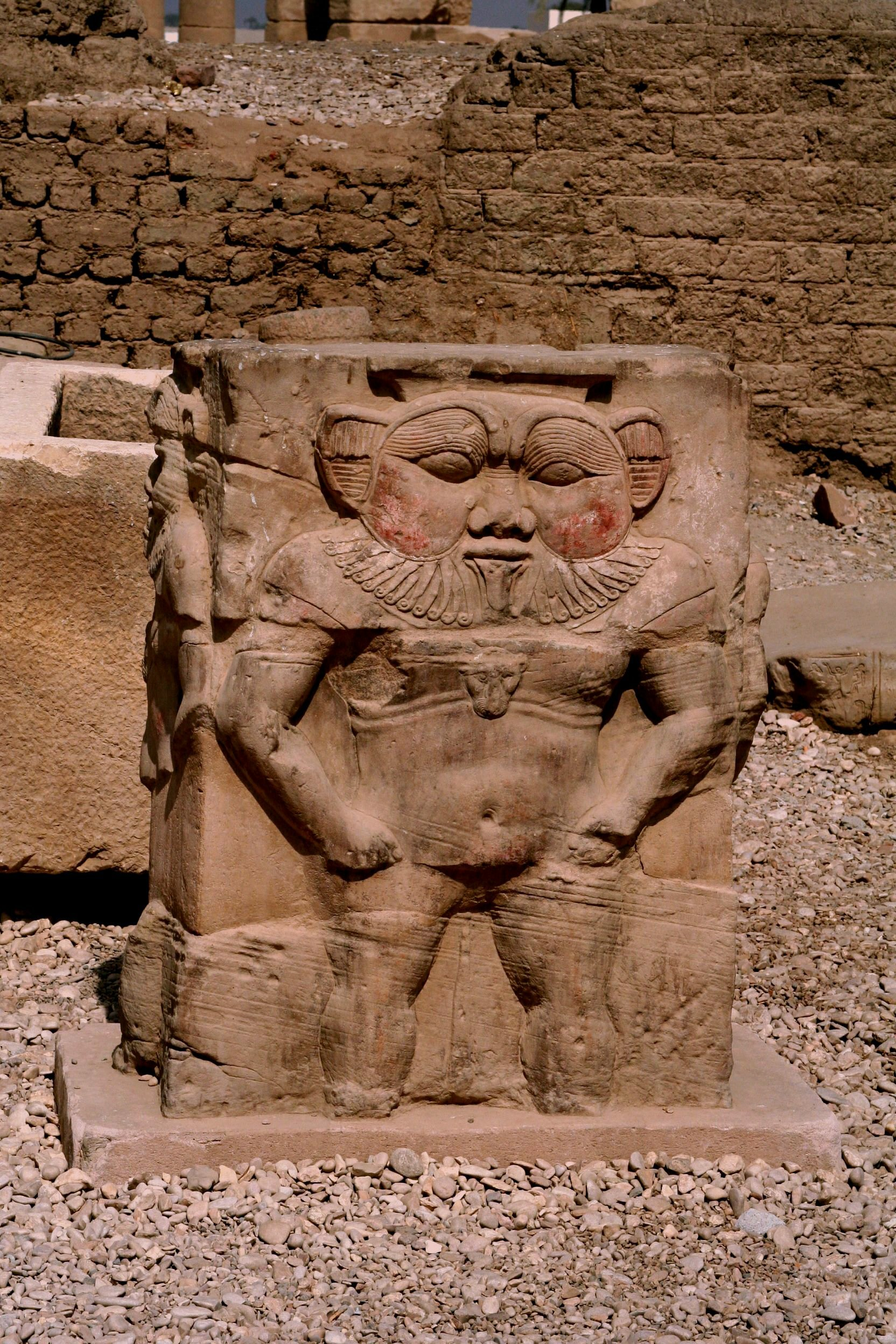
الإله بس في معبد حتحور
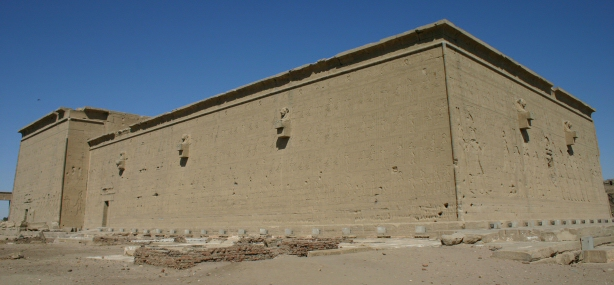
منظر خلفي لمعبد حتحور
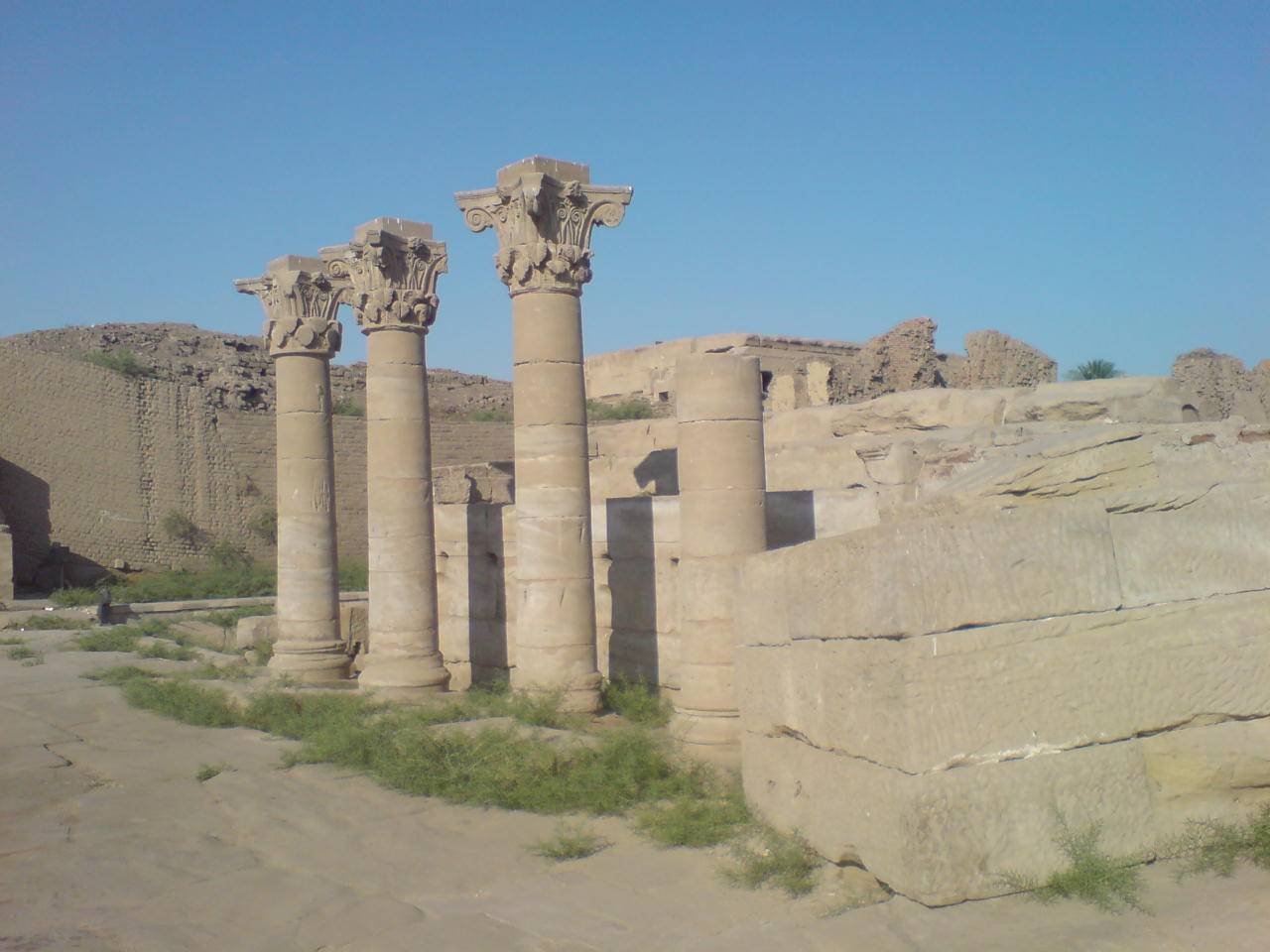
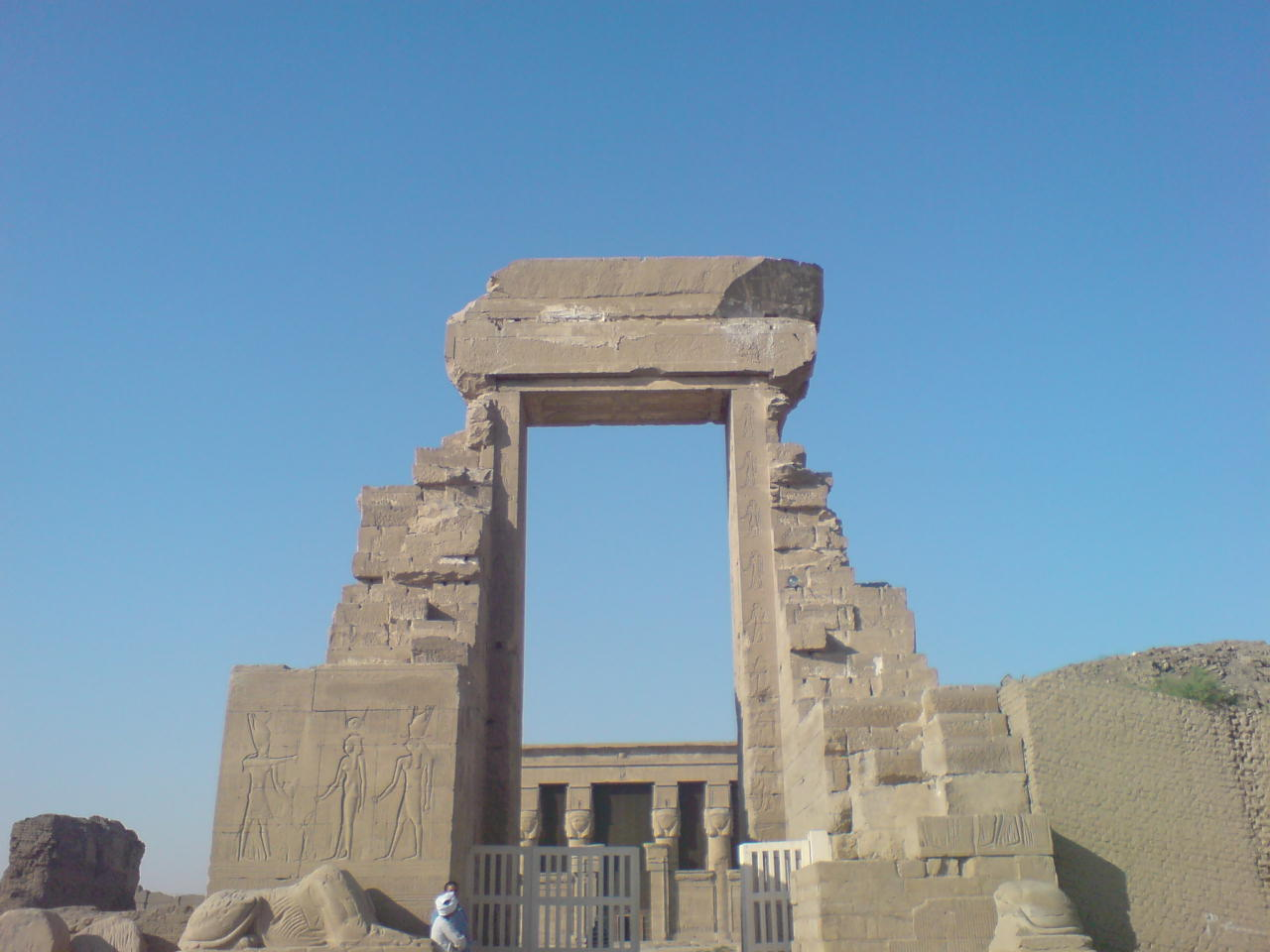
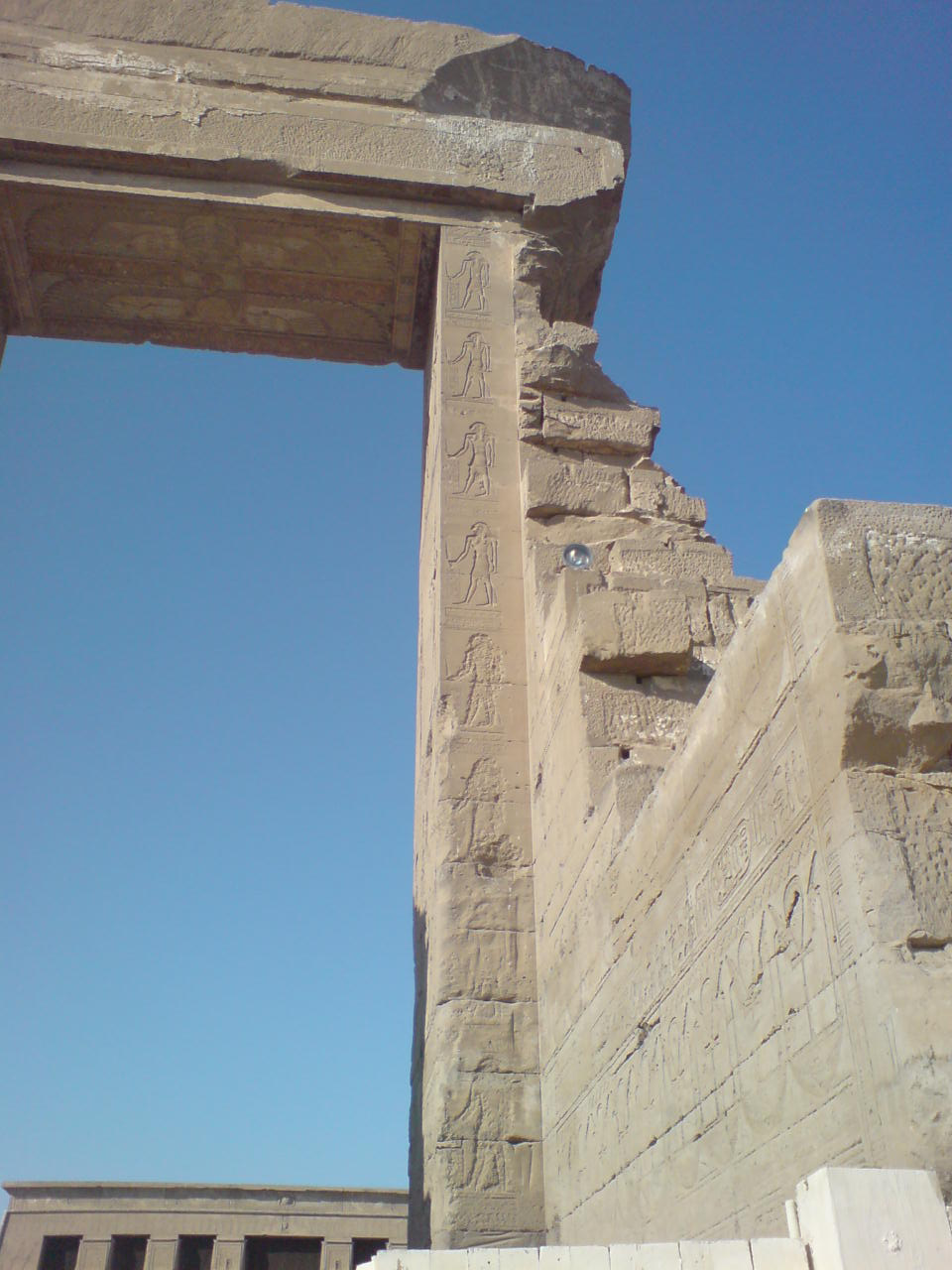
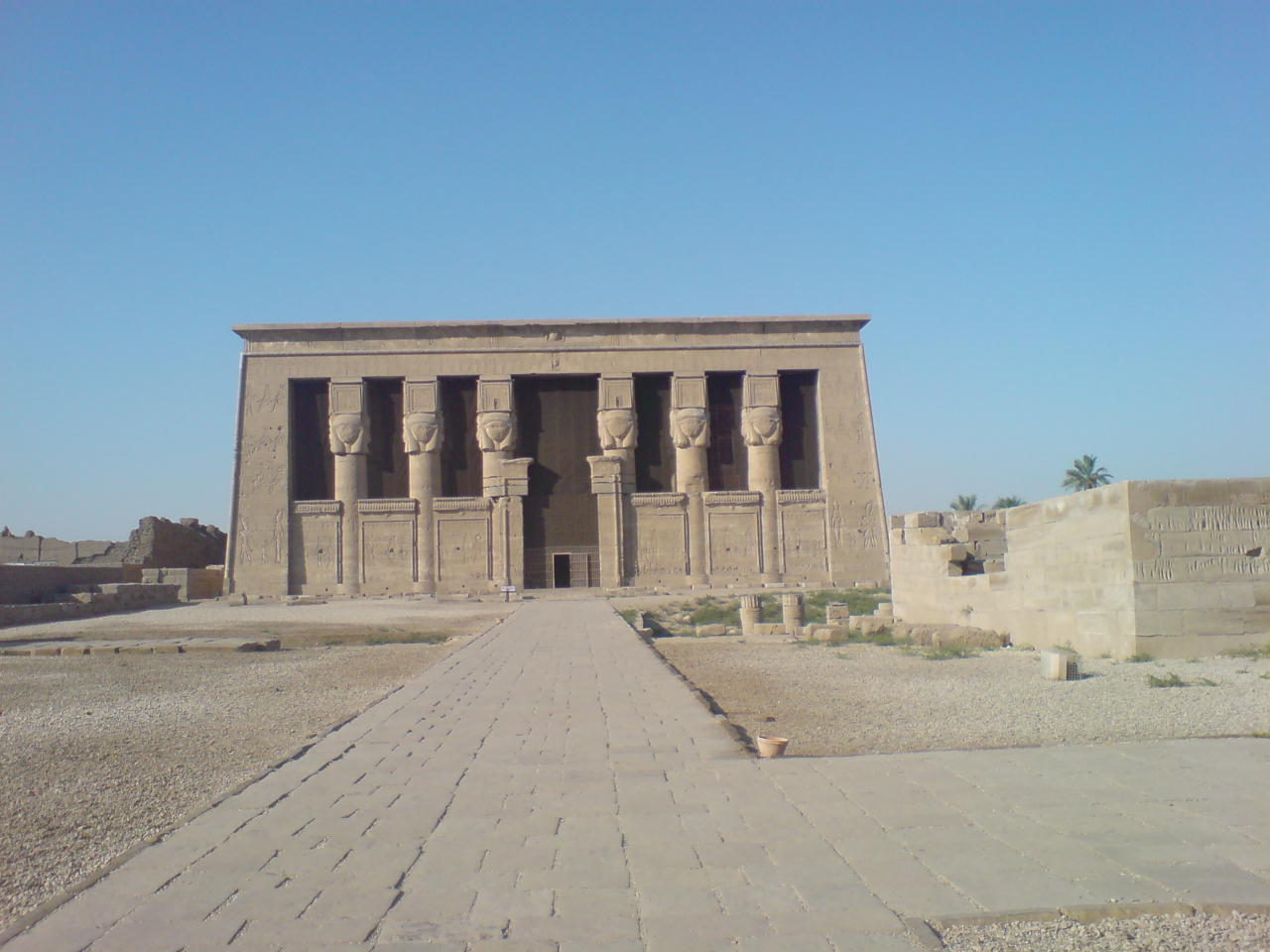
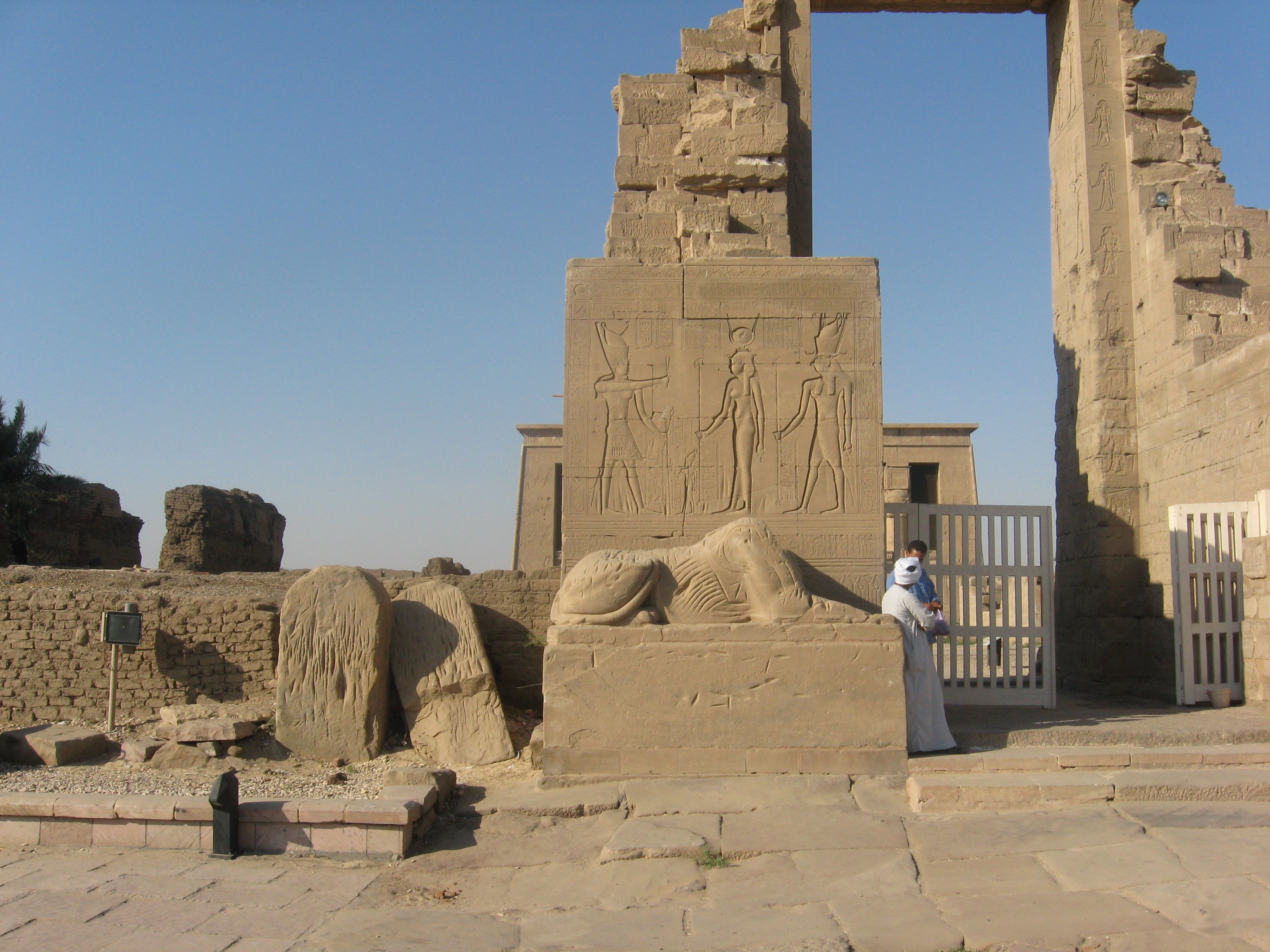
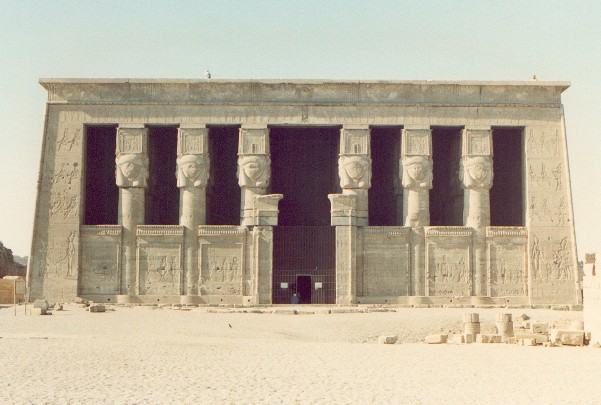
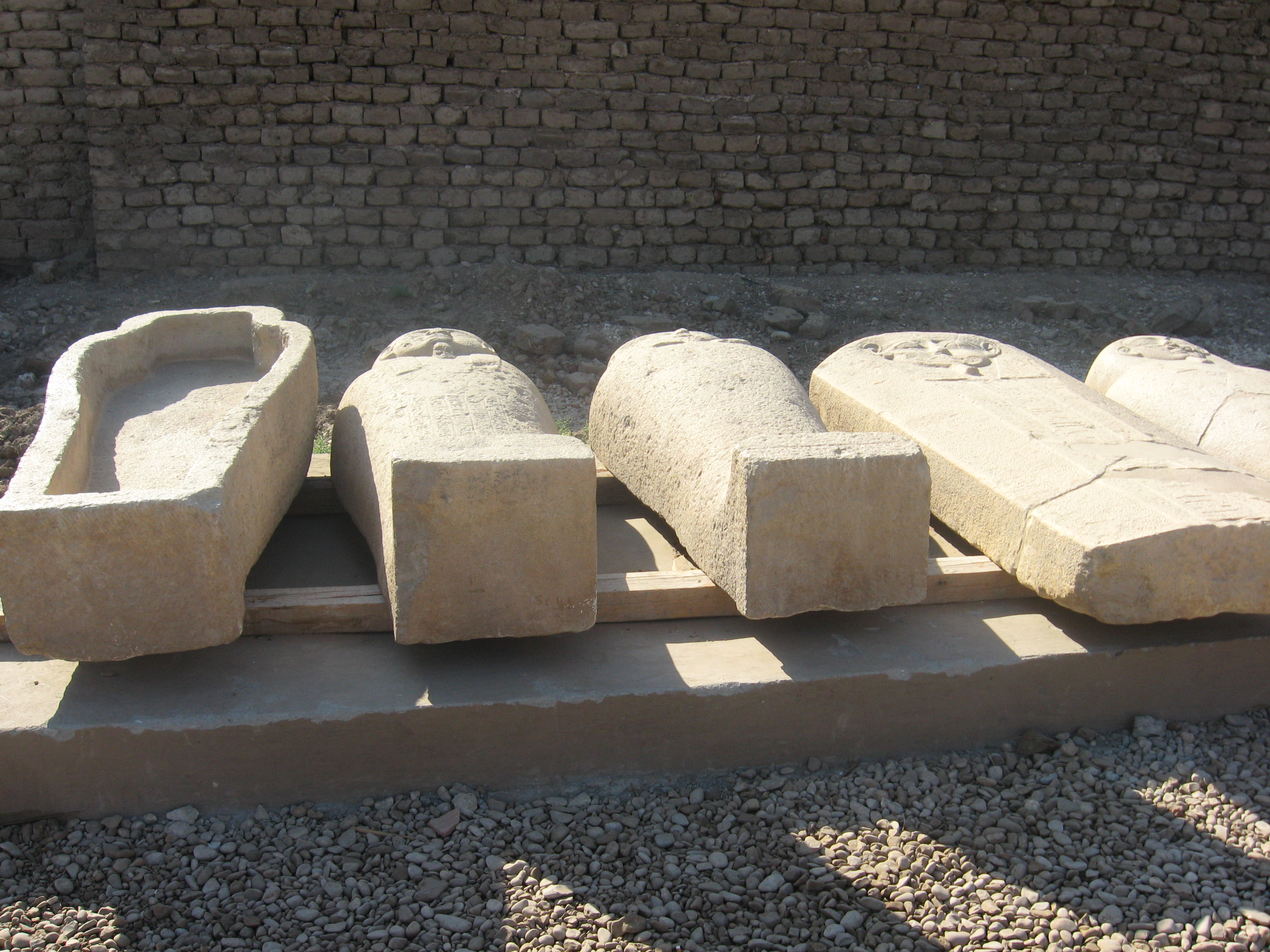
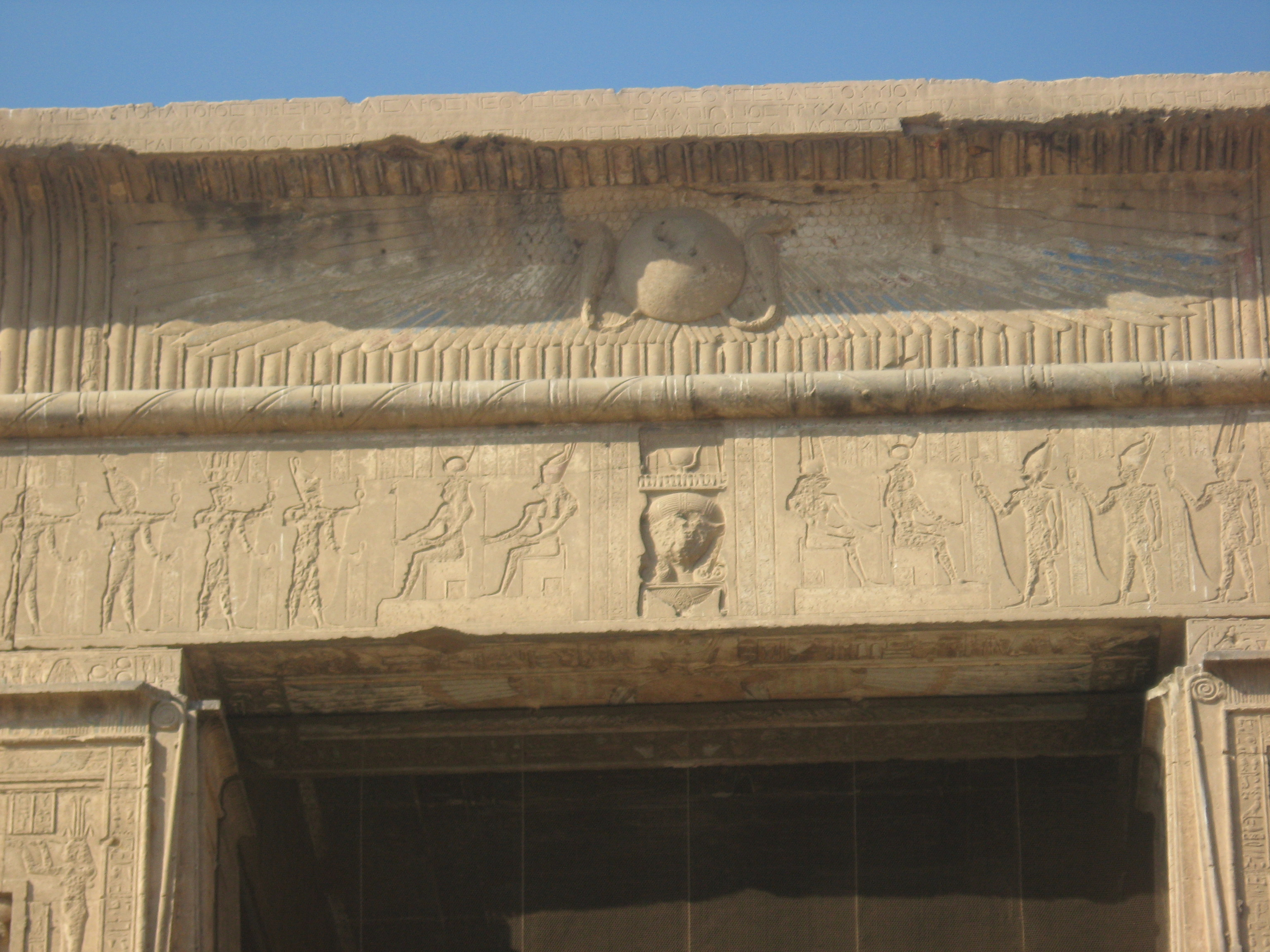
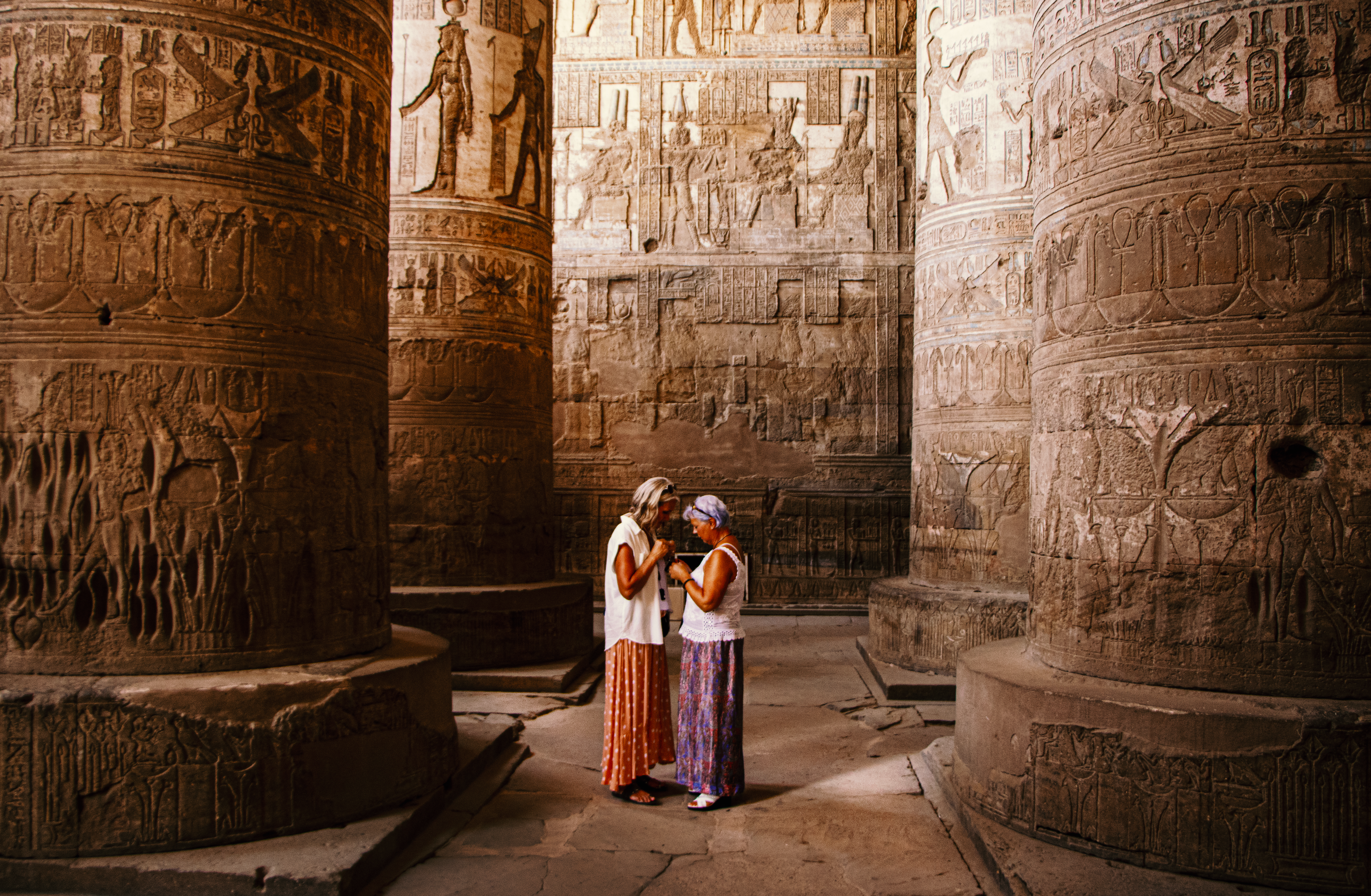
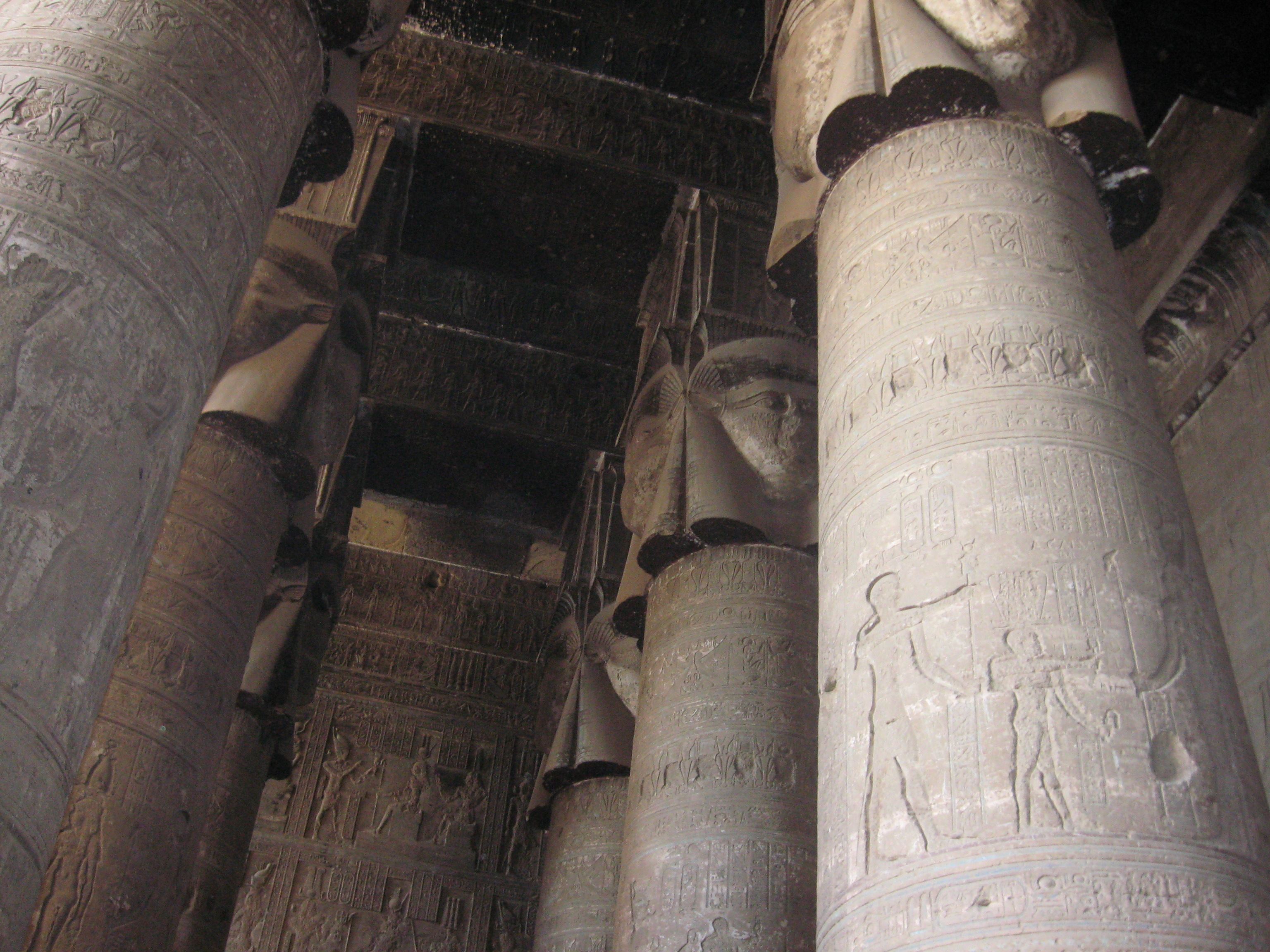
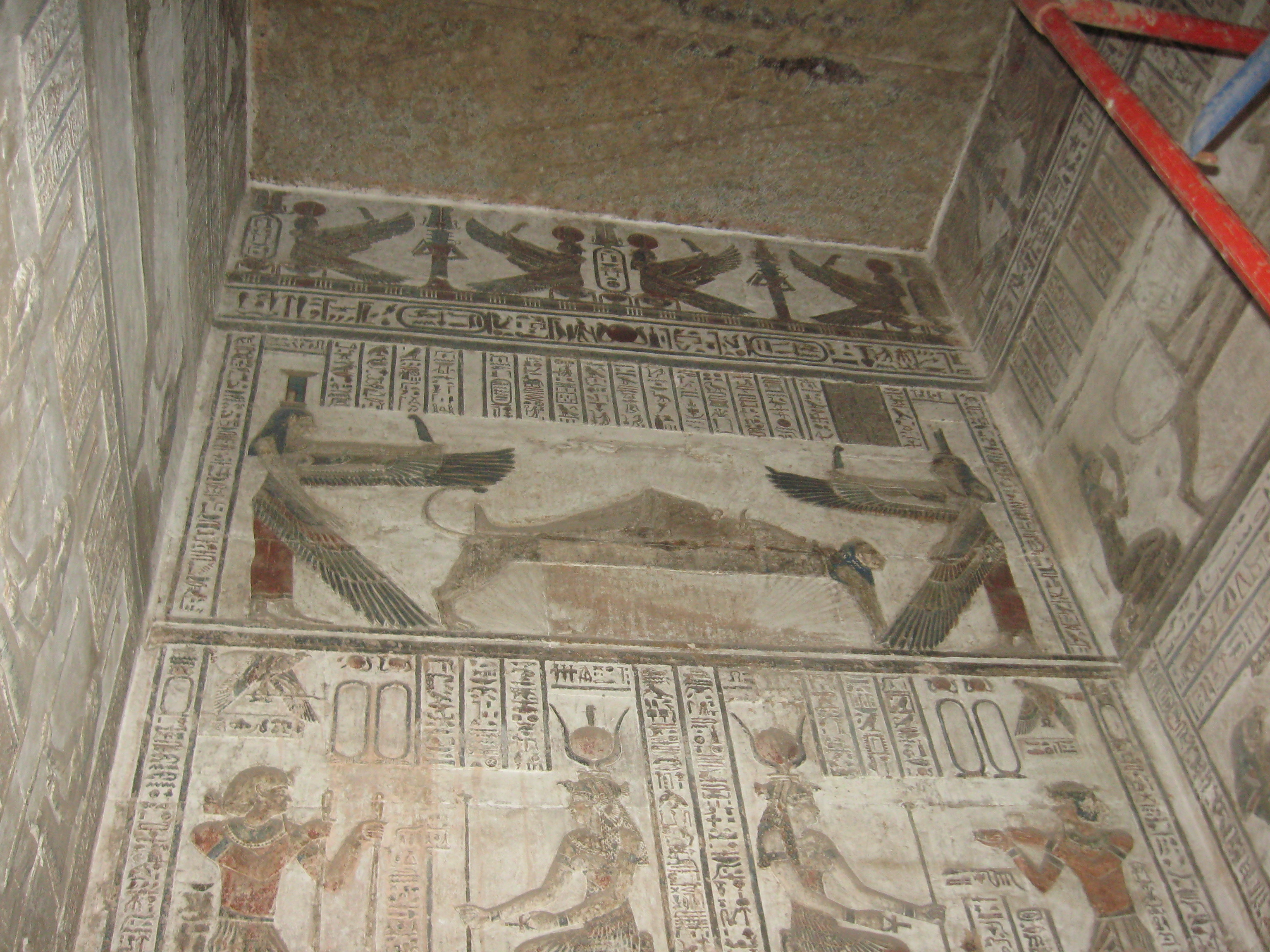
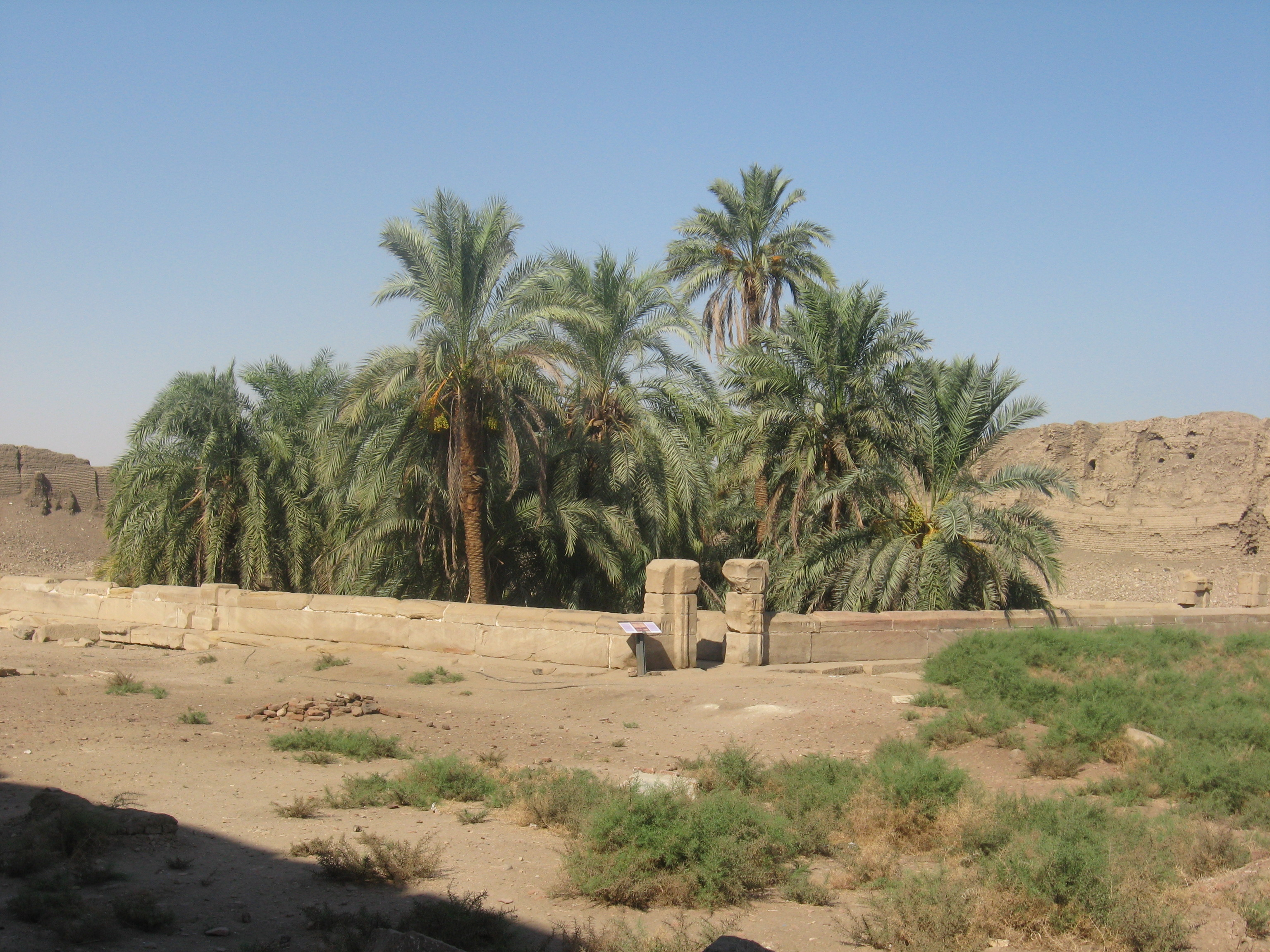
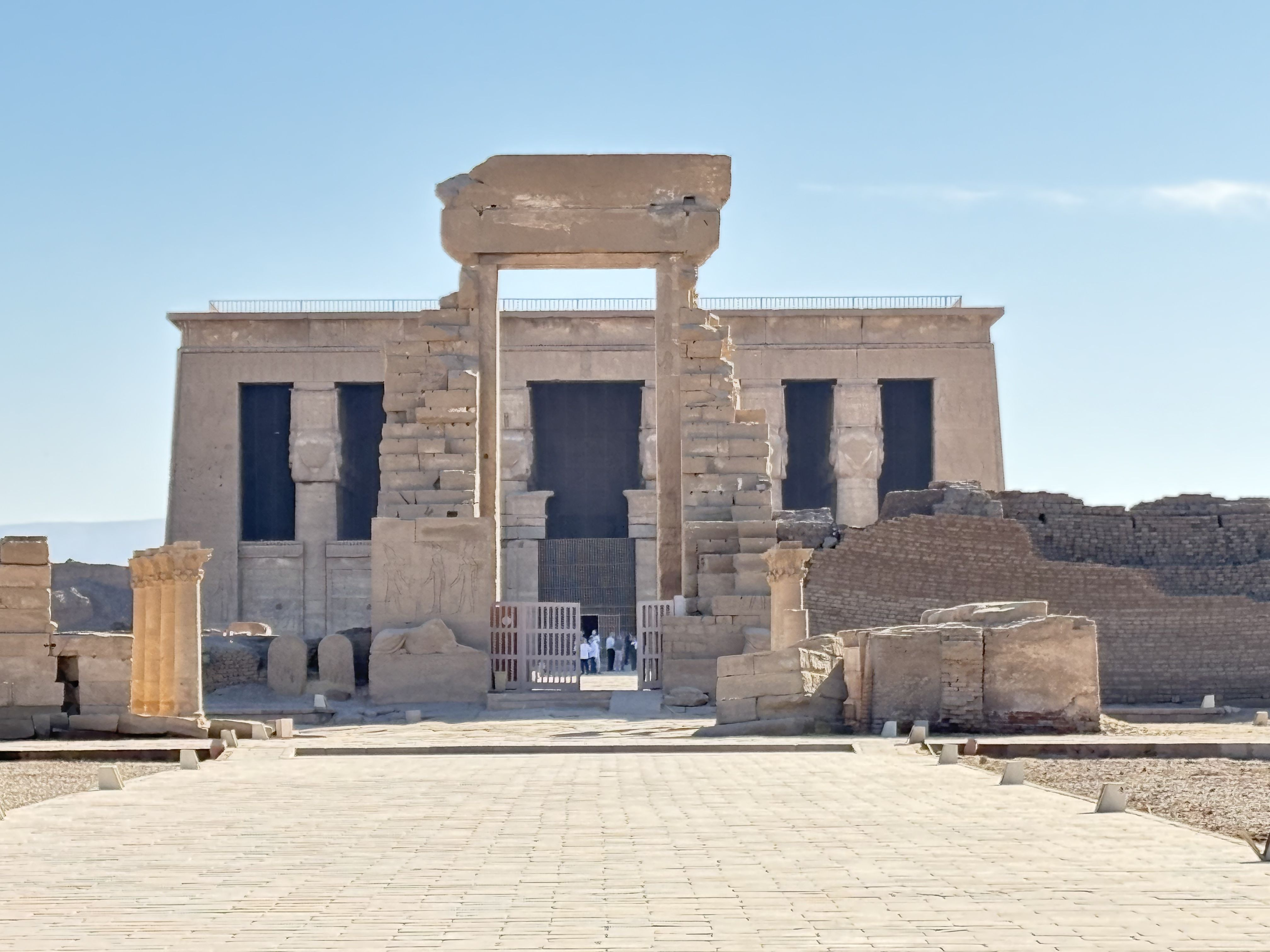
تعليق1
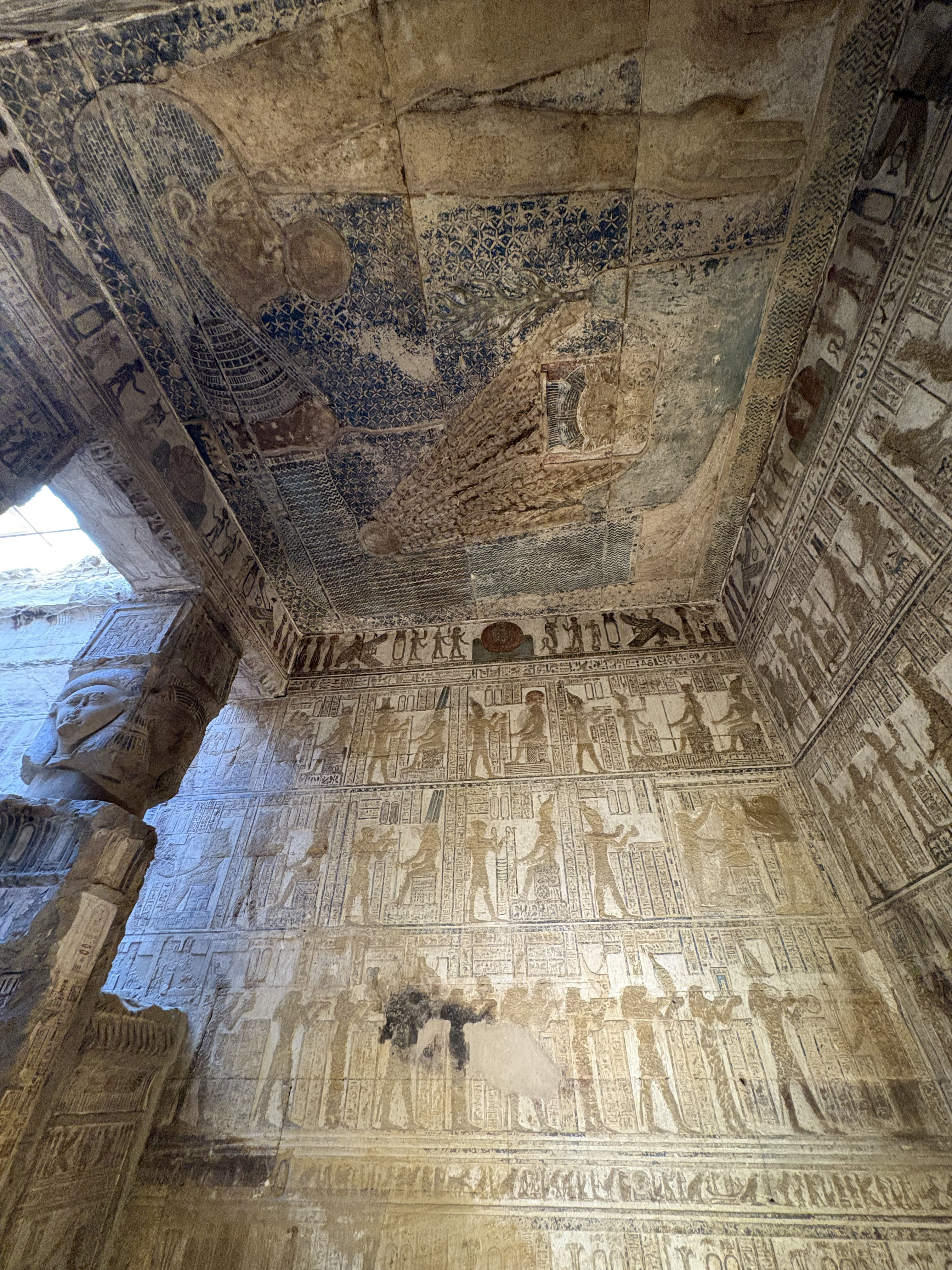
تعليق2
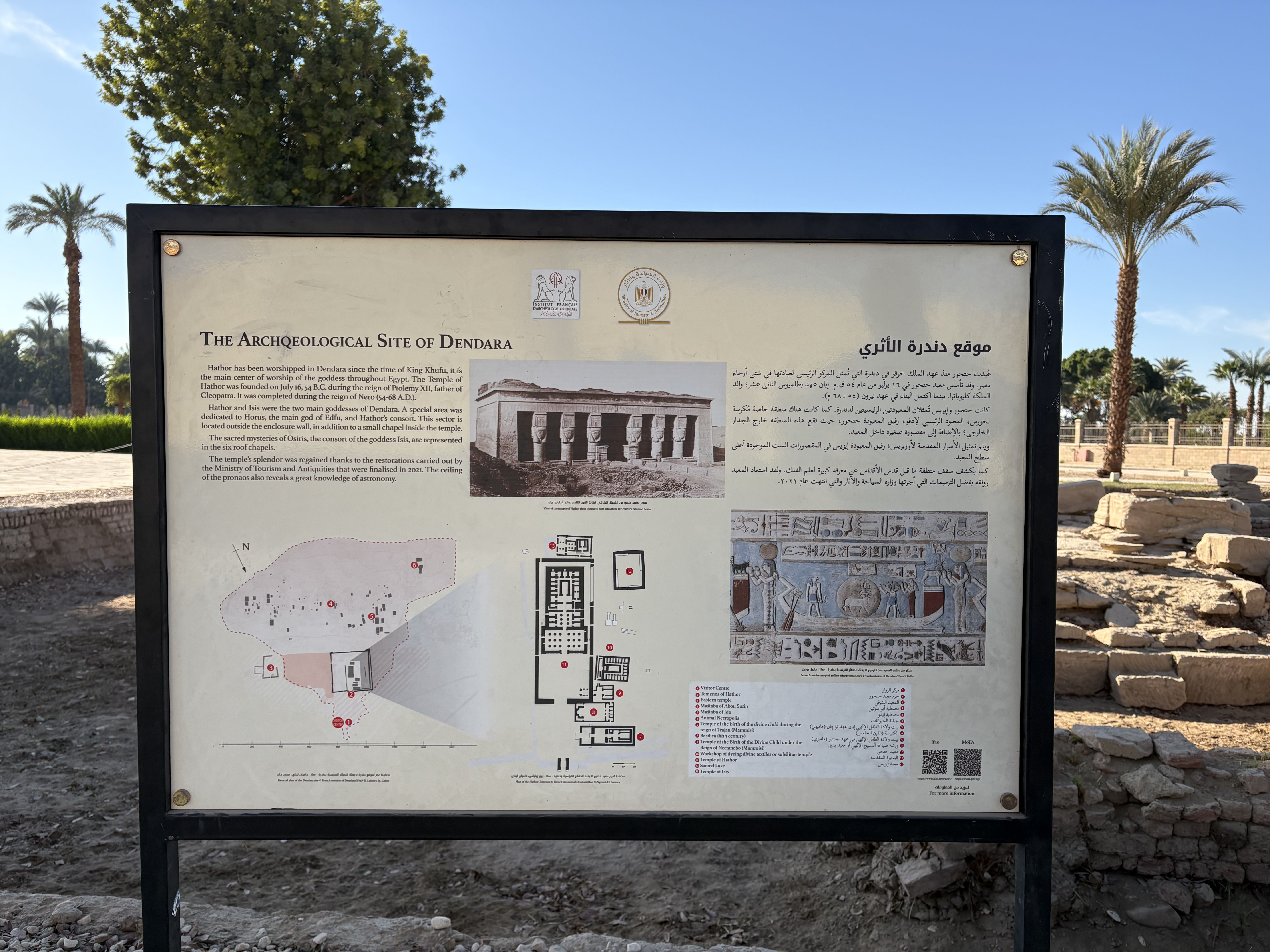
تعليق3
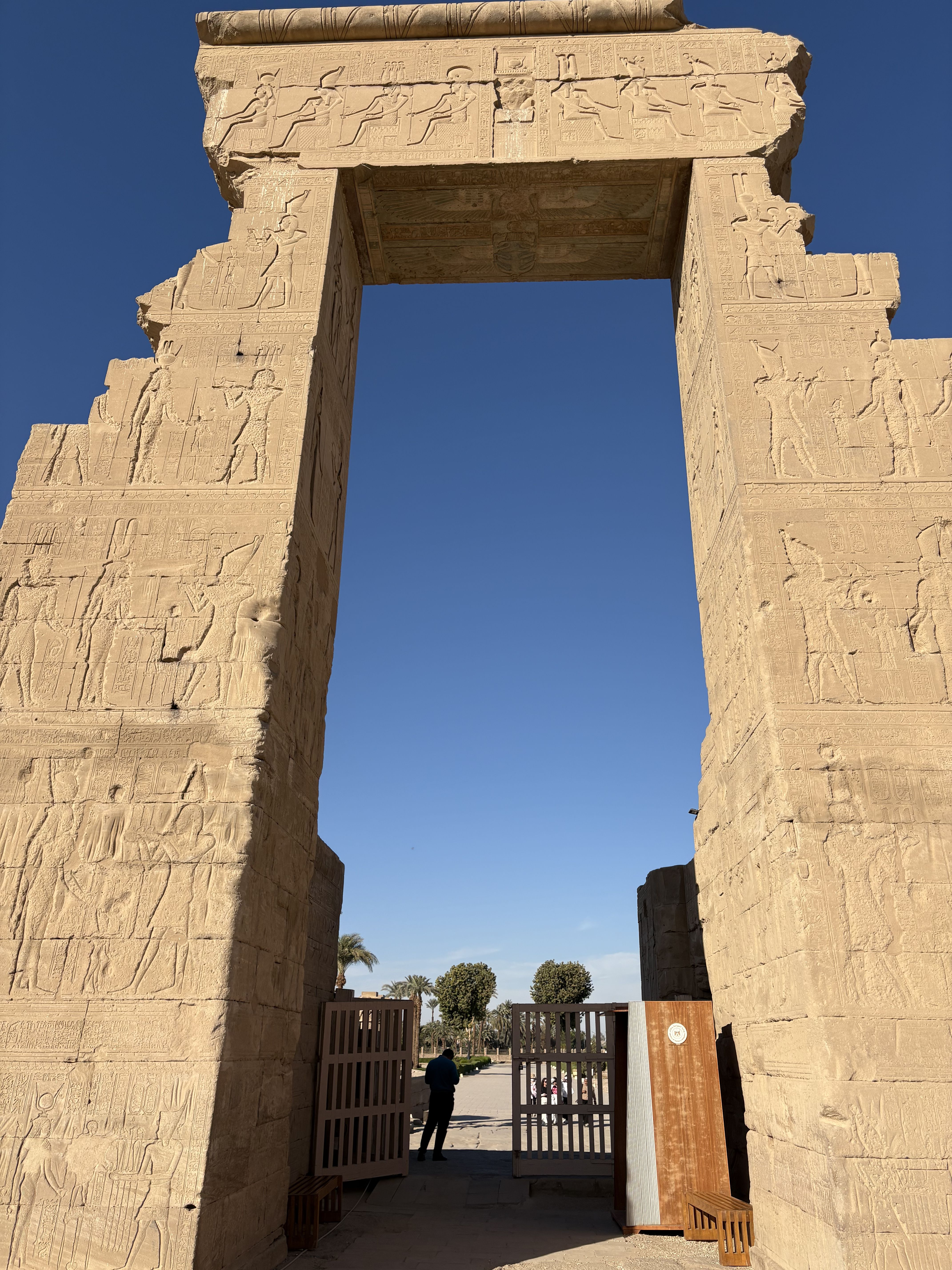
تعليق4
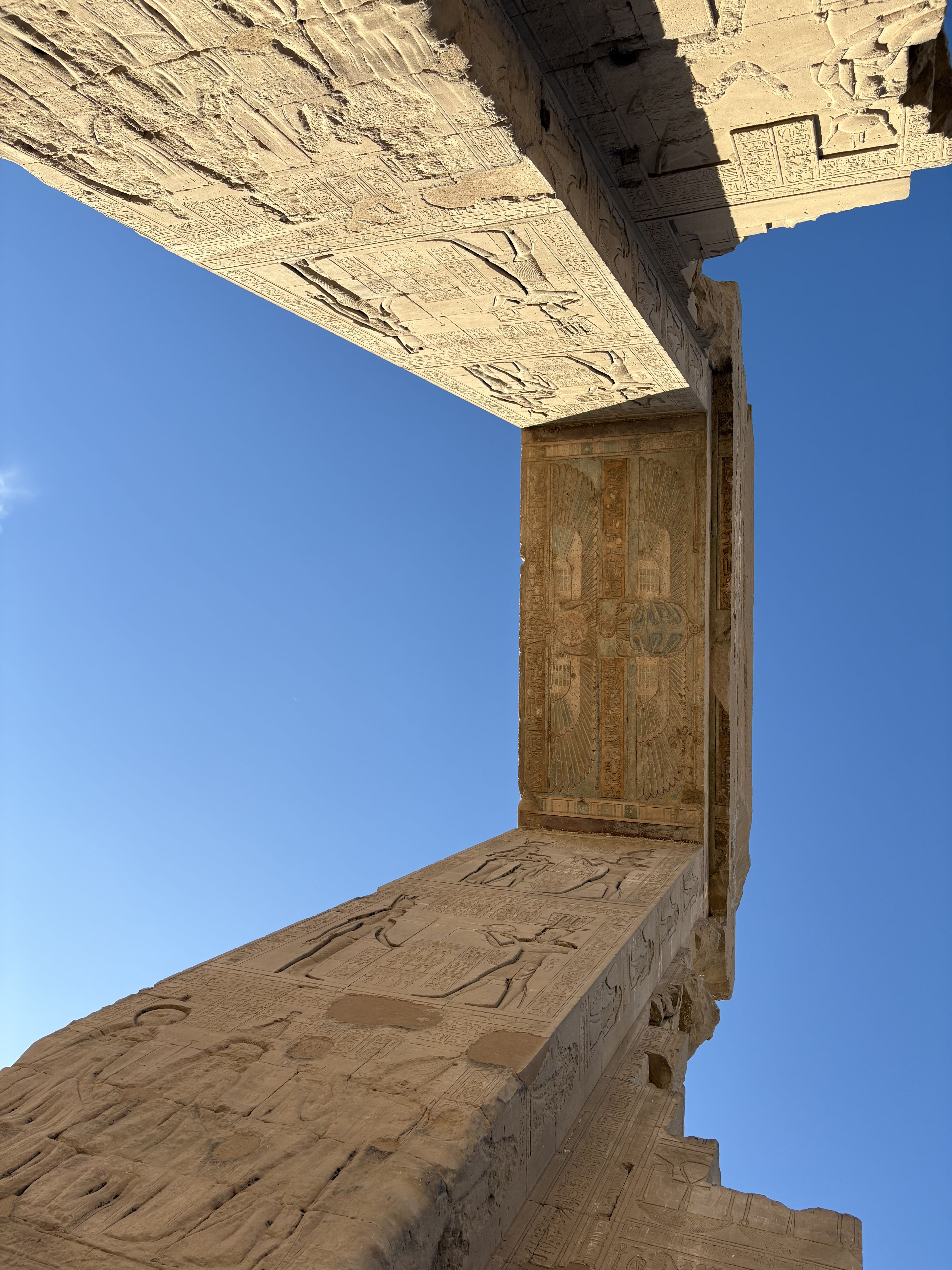
تعليق5
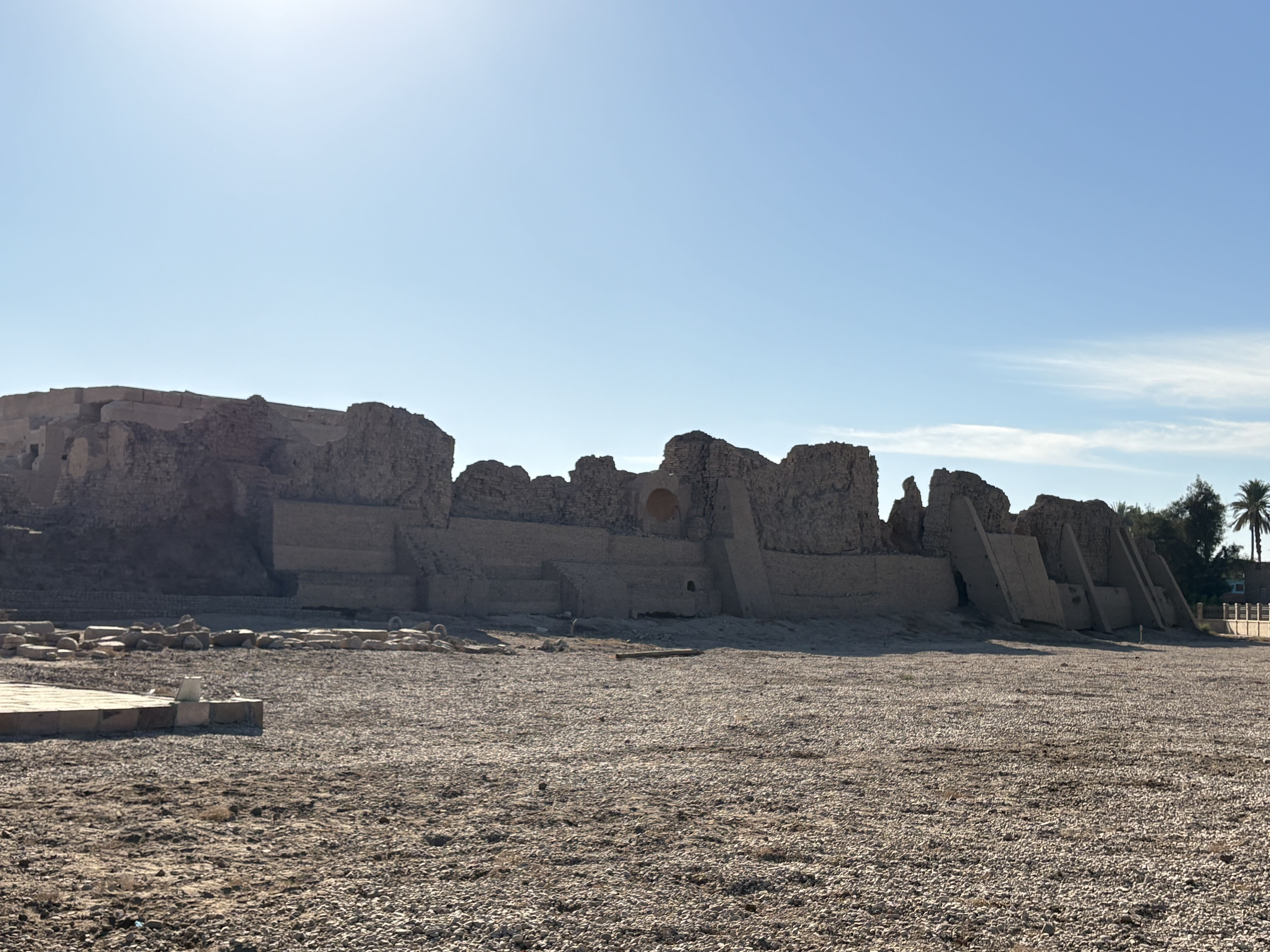
تعليق6
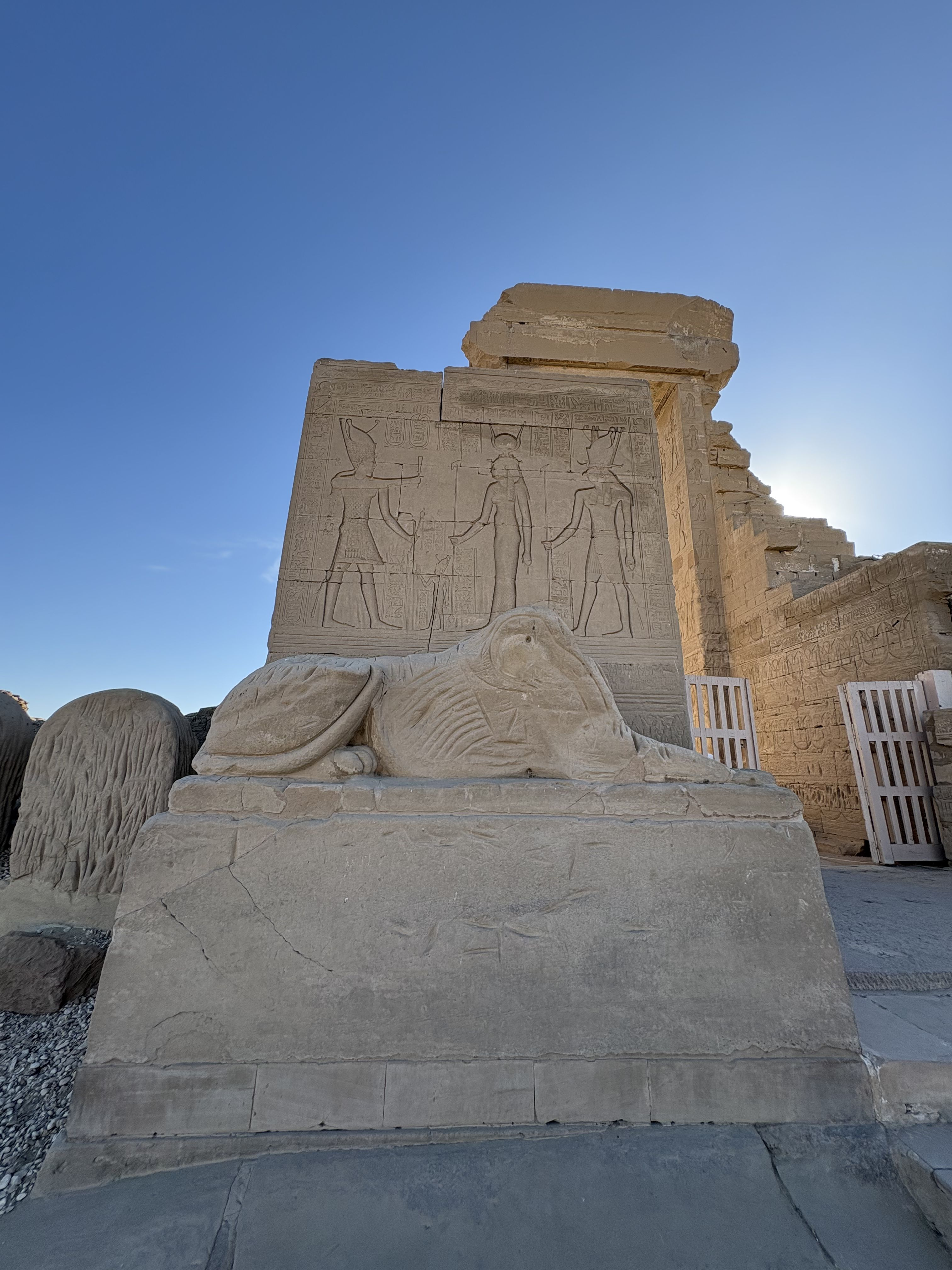
تعليق7
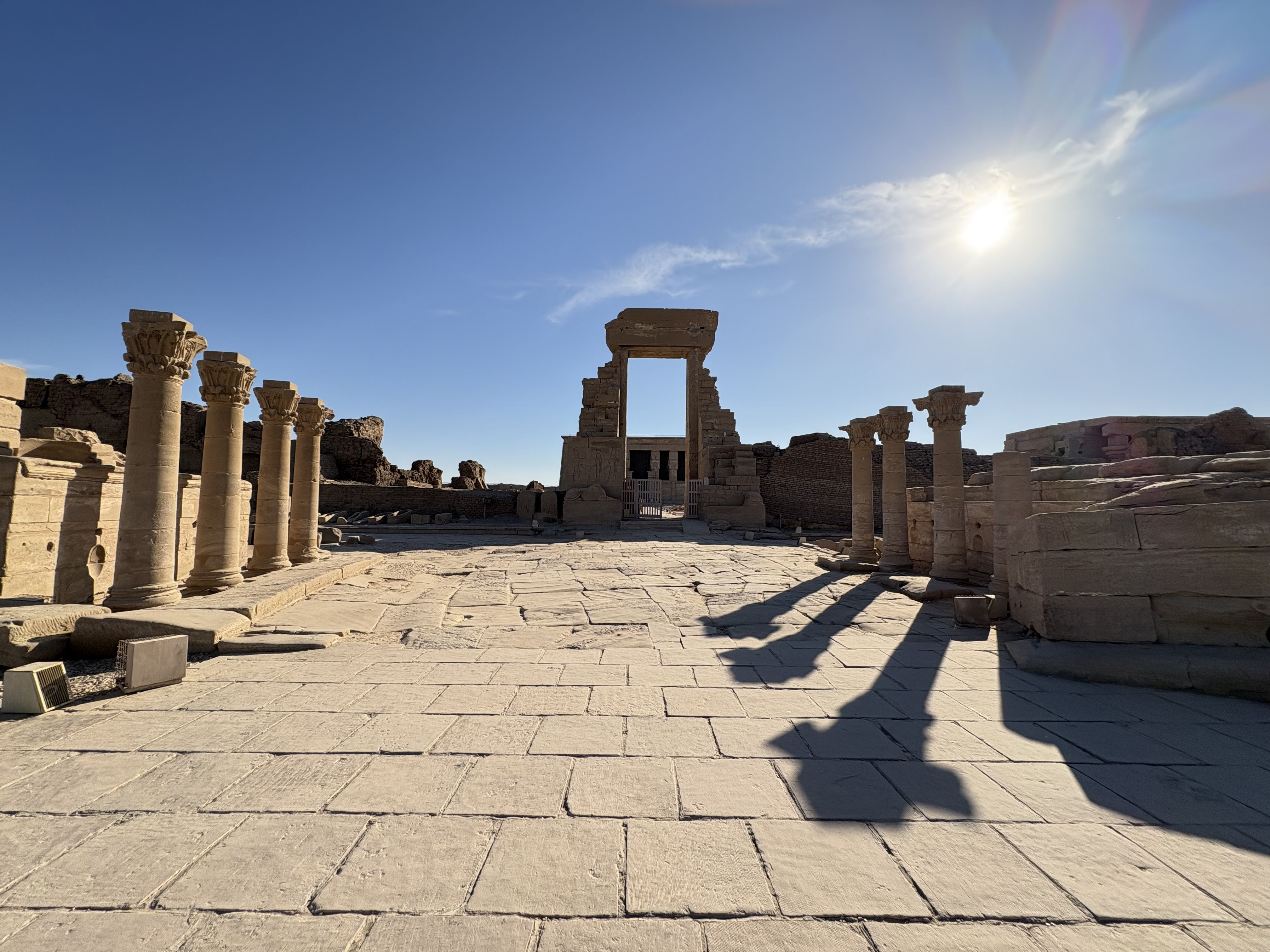
تعليق8
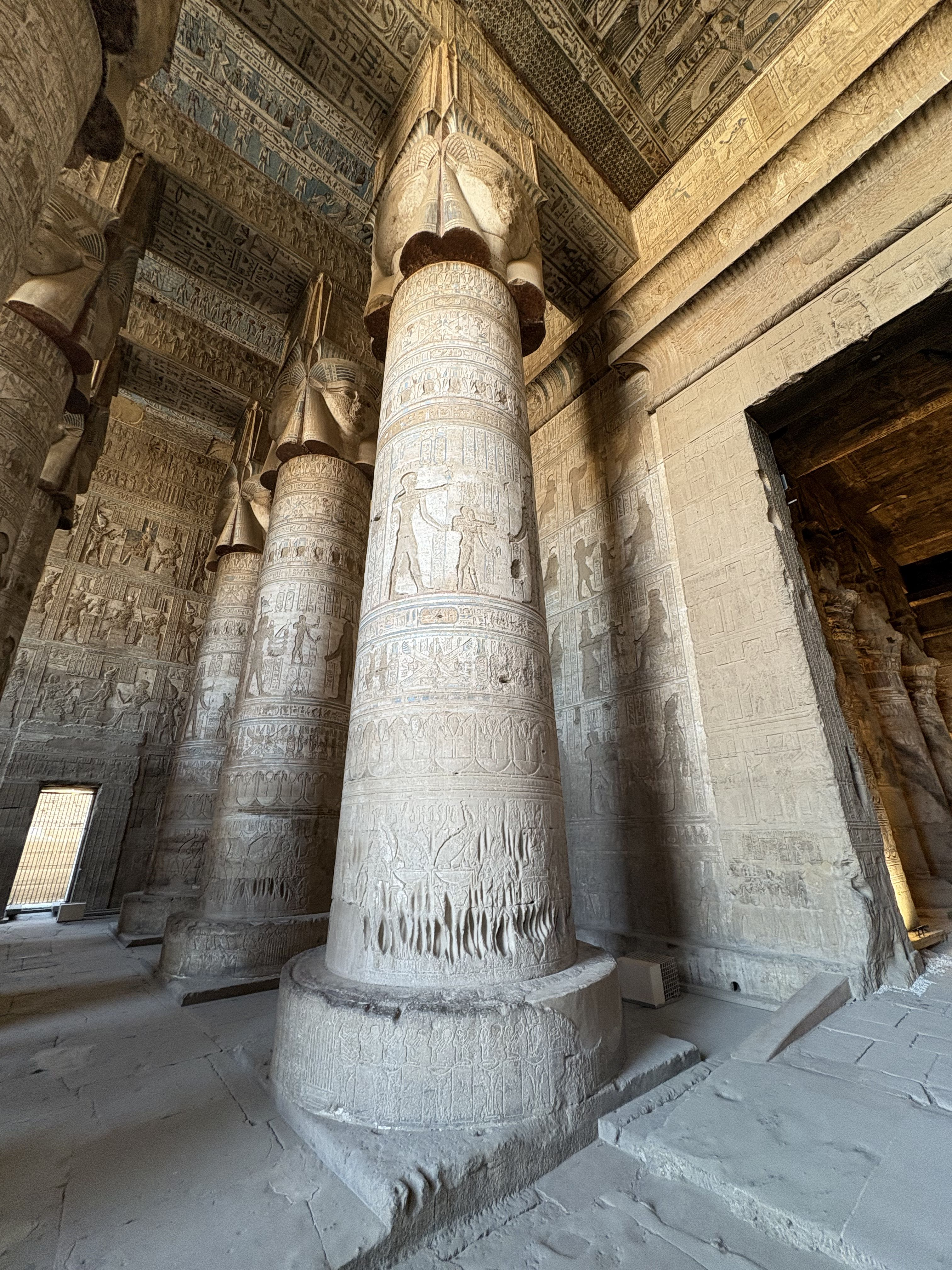
تعليق9
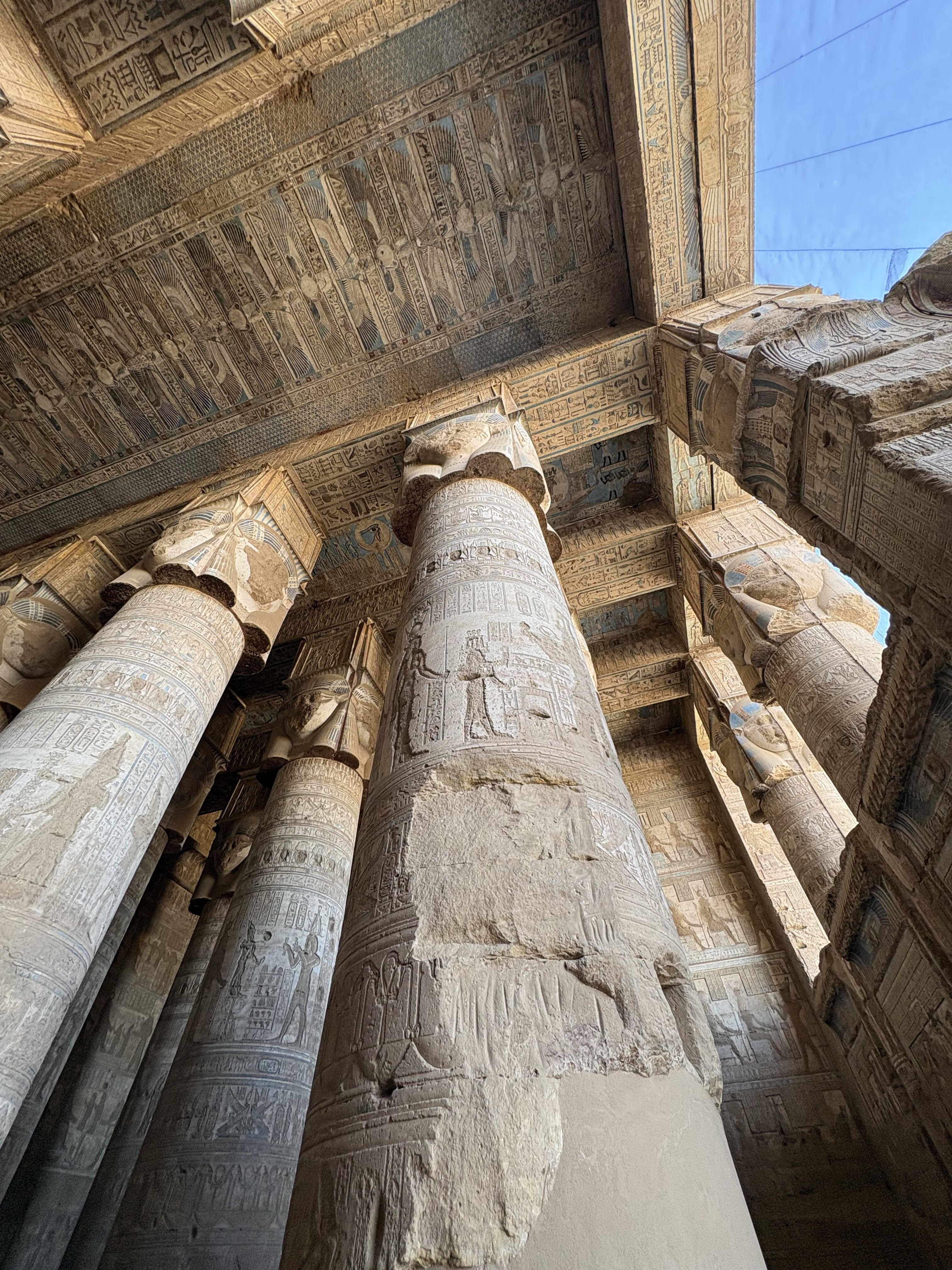
تعليق10
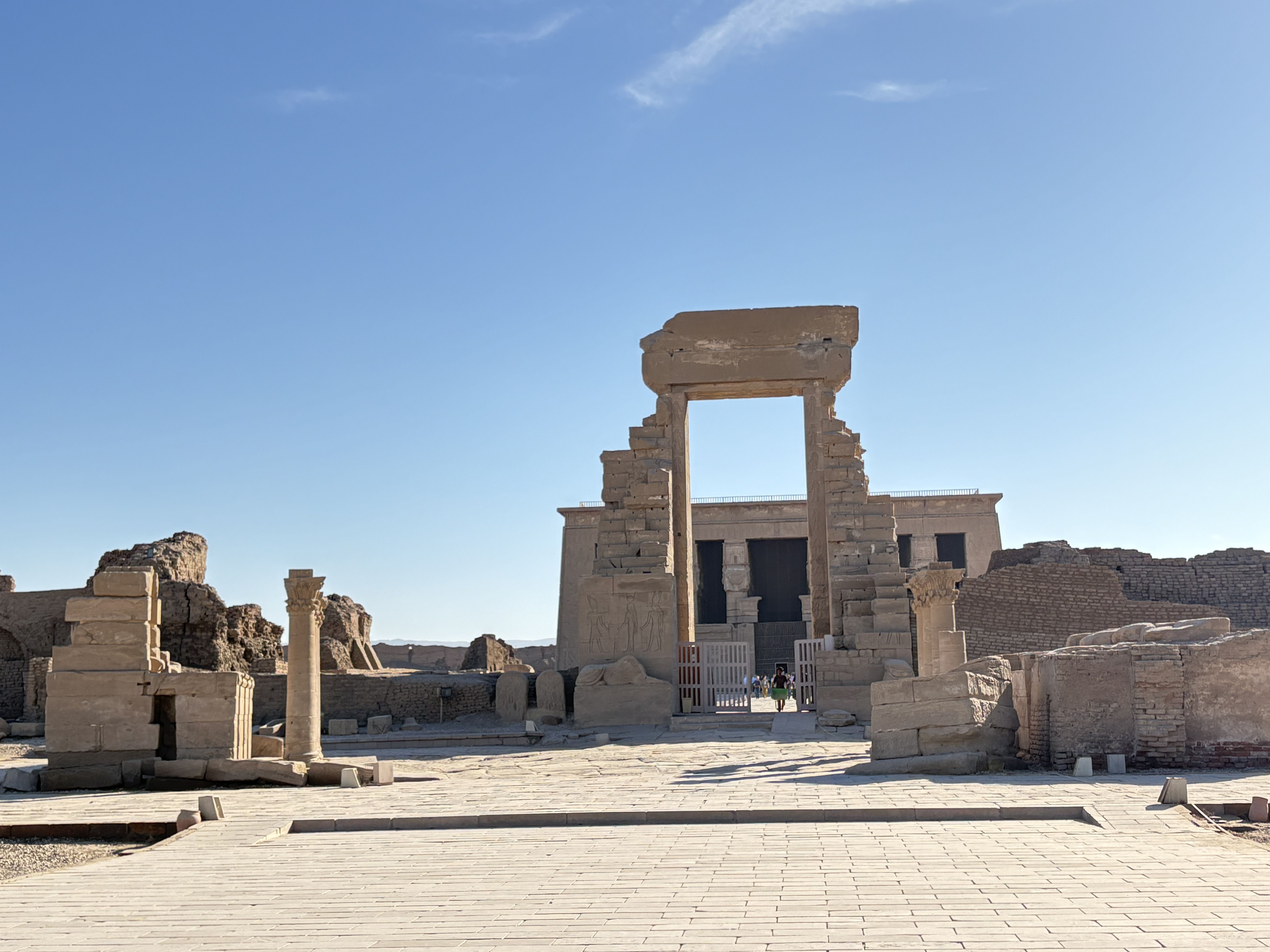
تعليق11
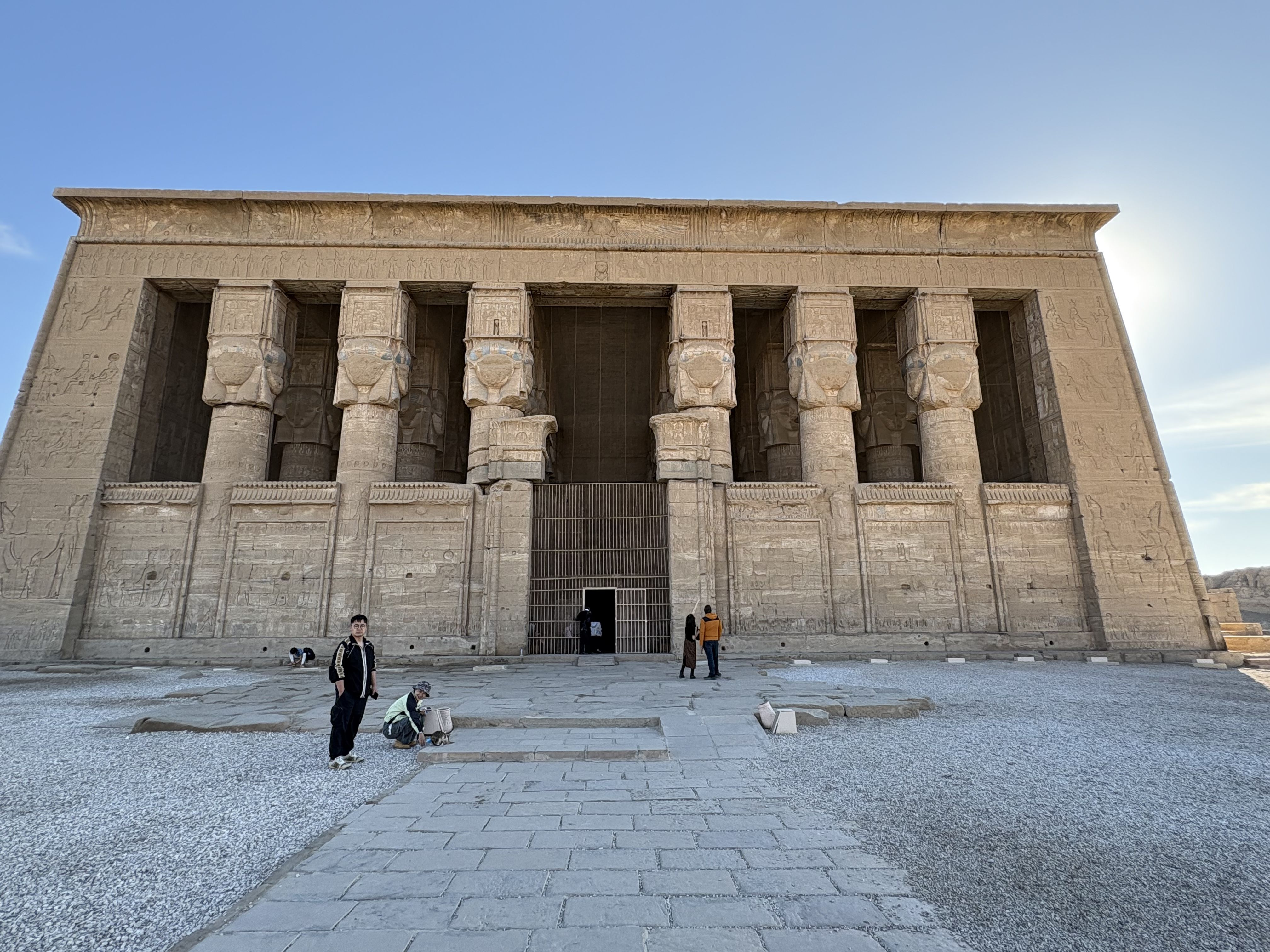
تعليق12
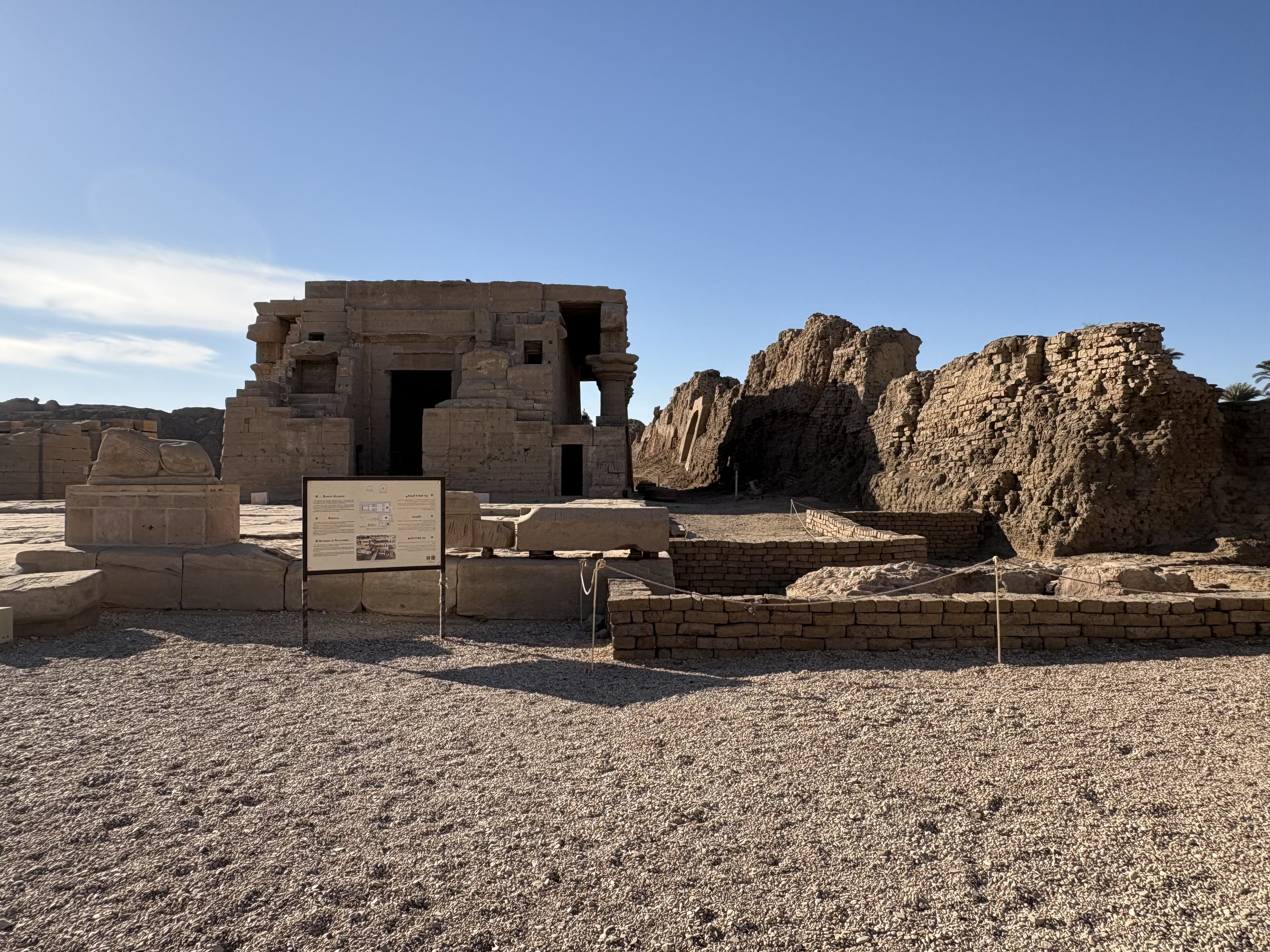
تعليق13
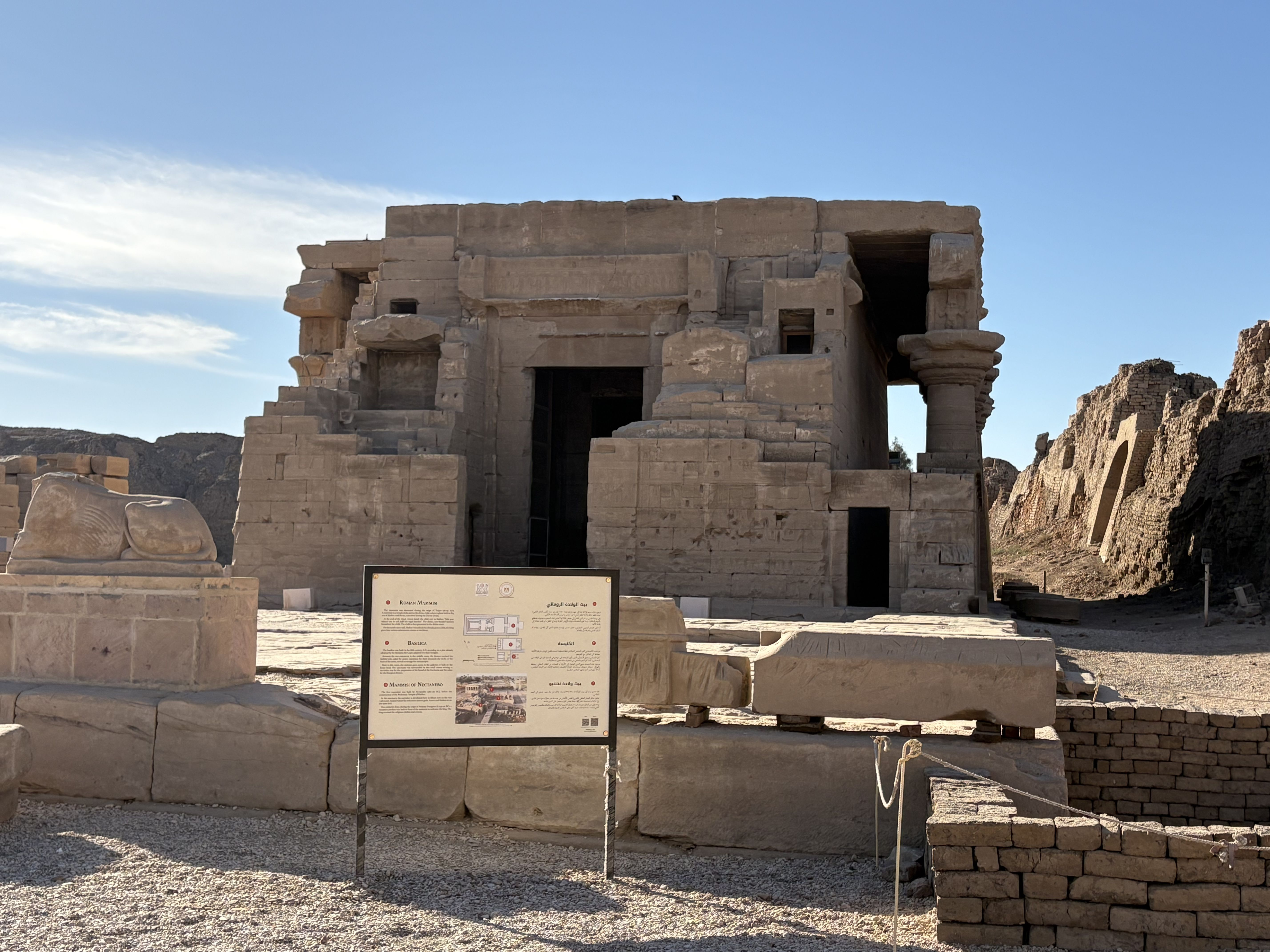
تعليق14
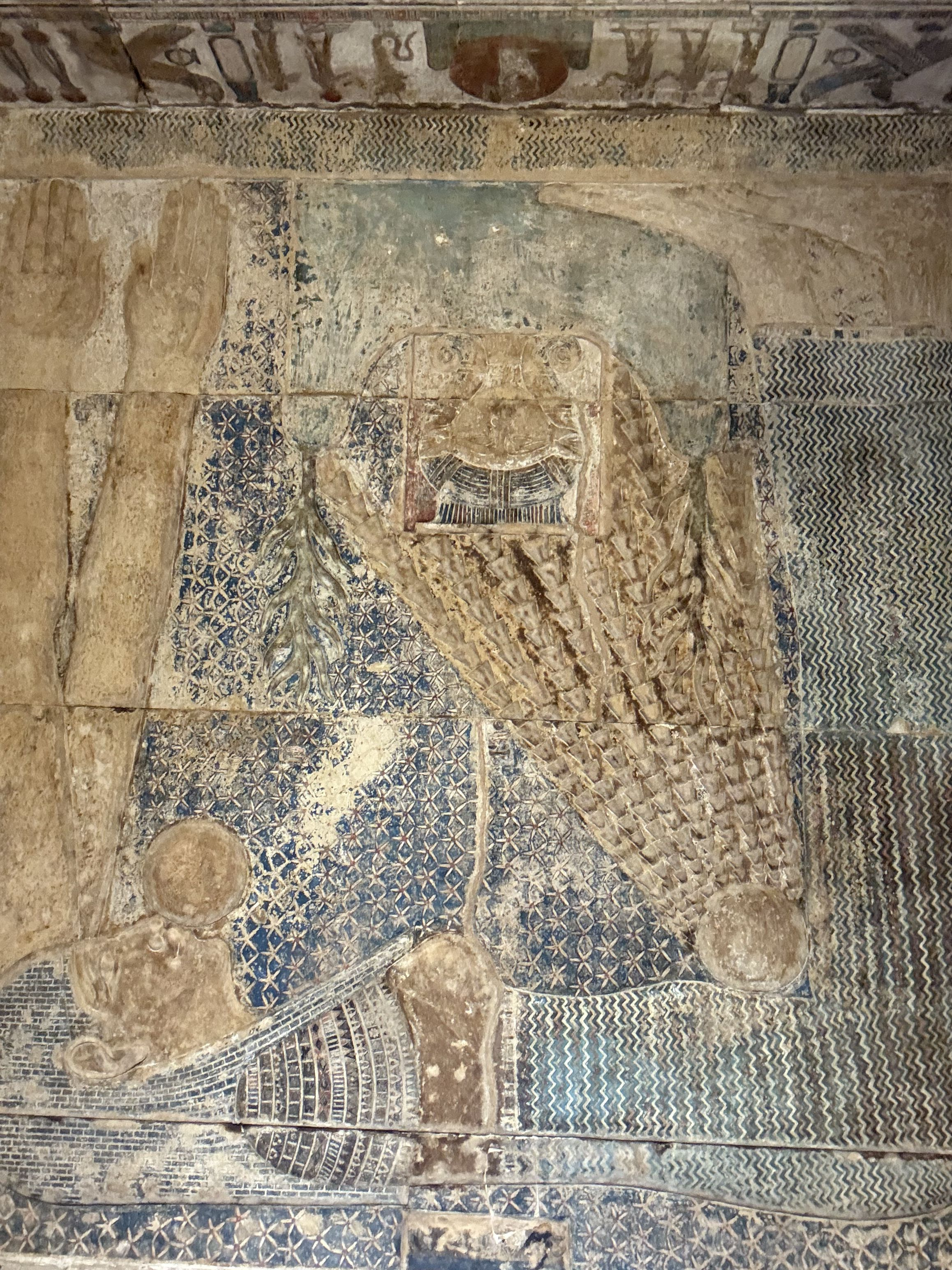
تعليق16
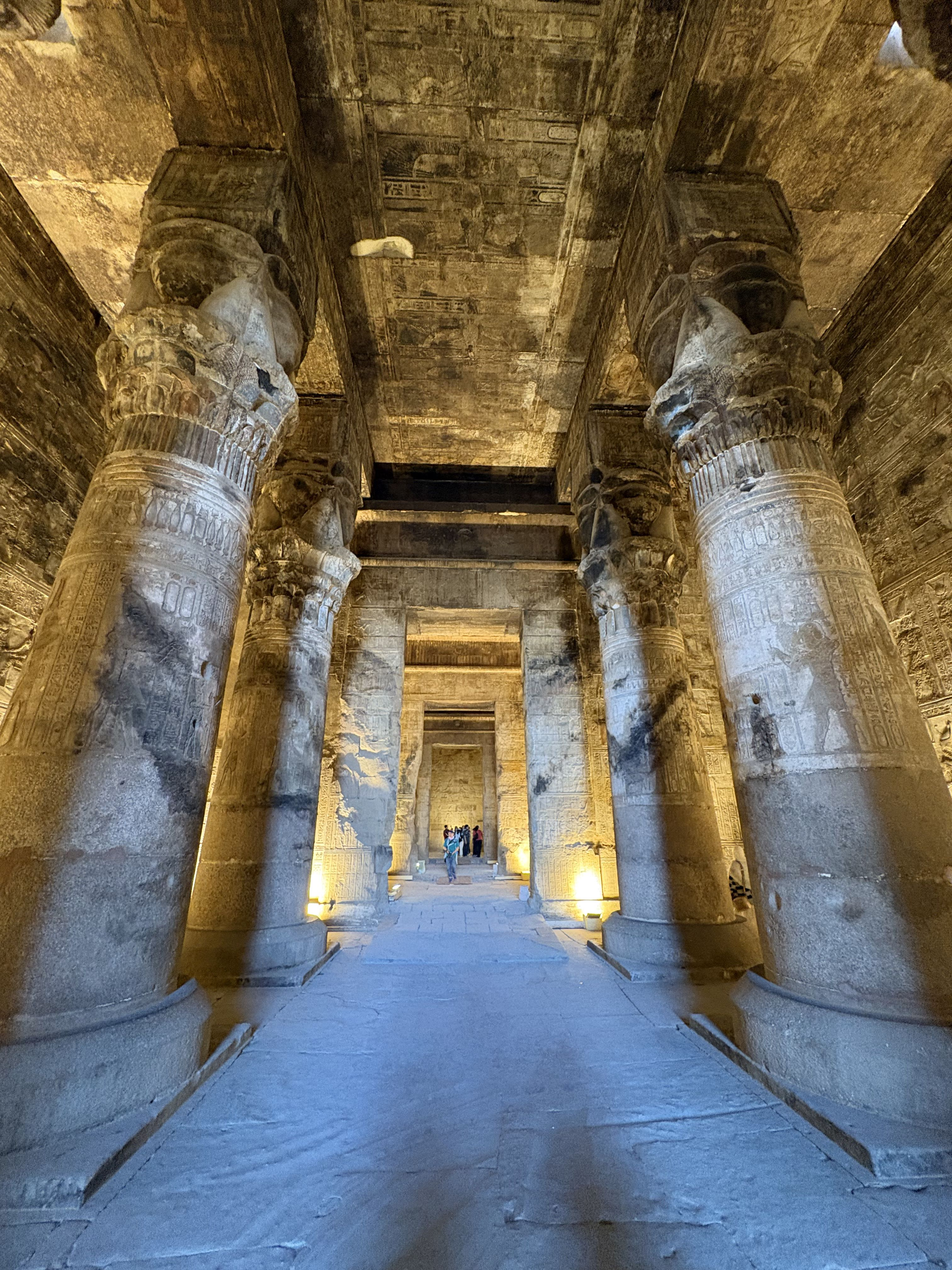
تعليق17
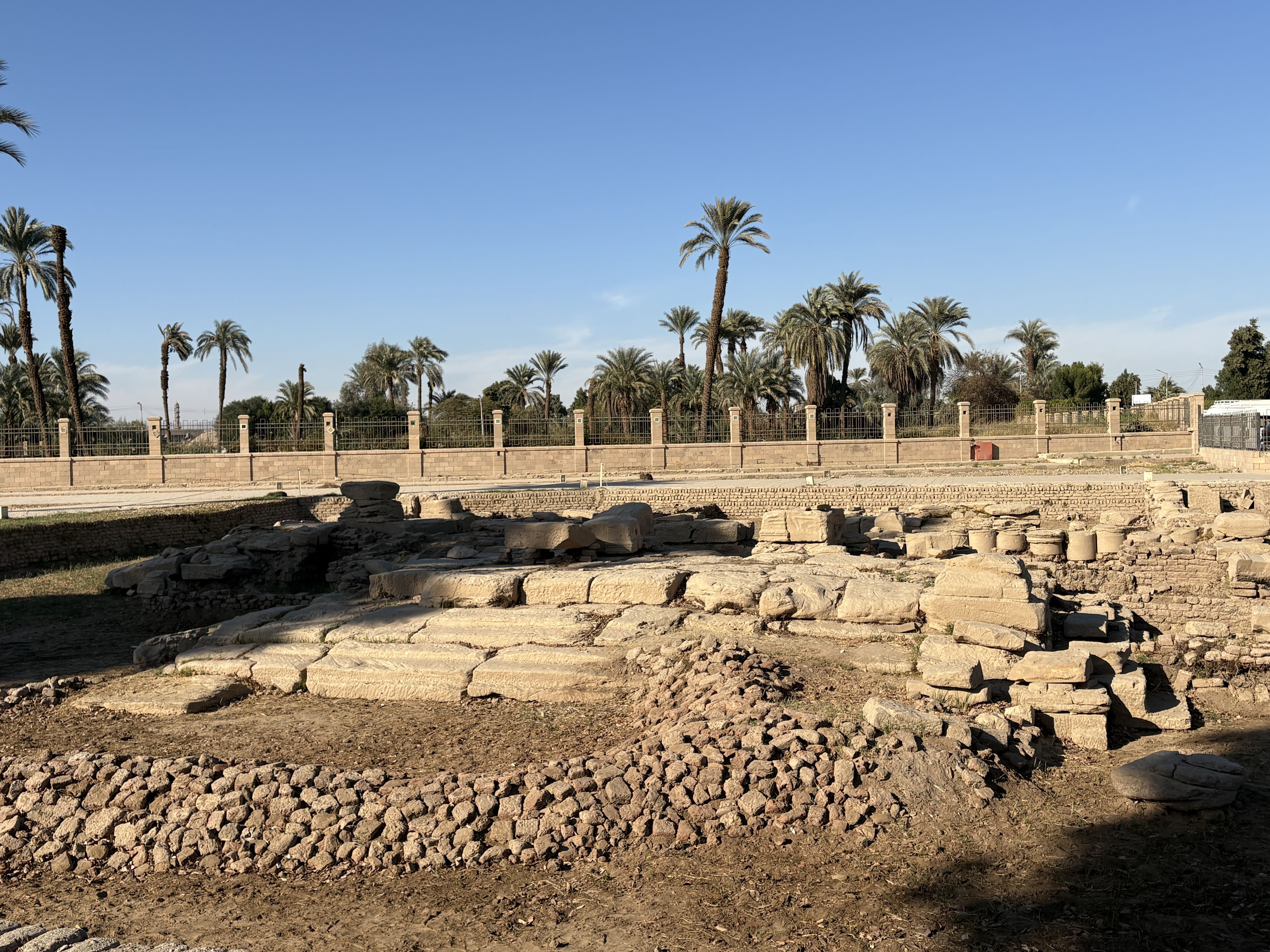
تعليق18
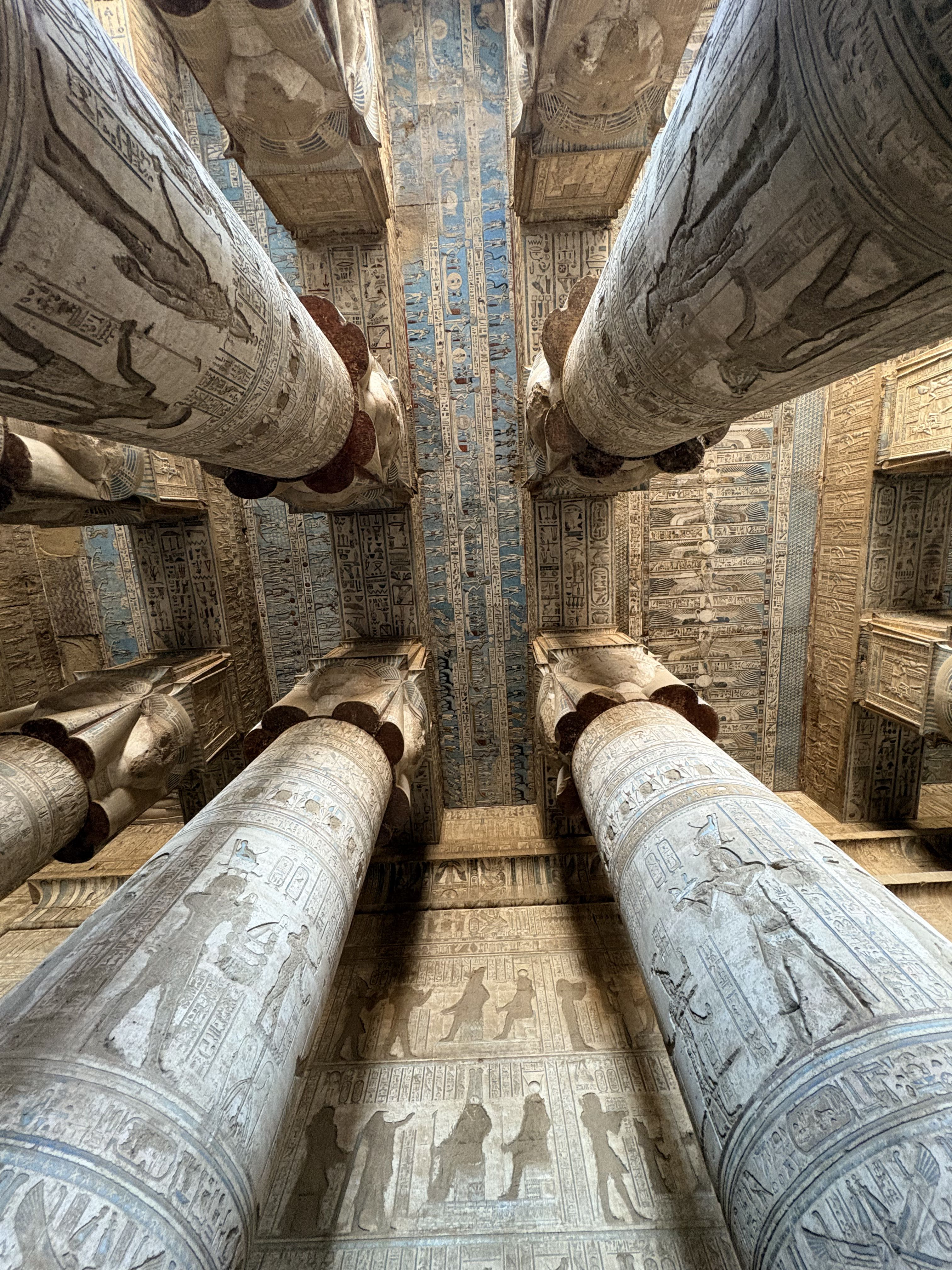
تعليق19
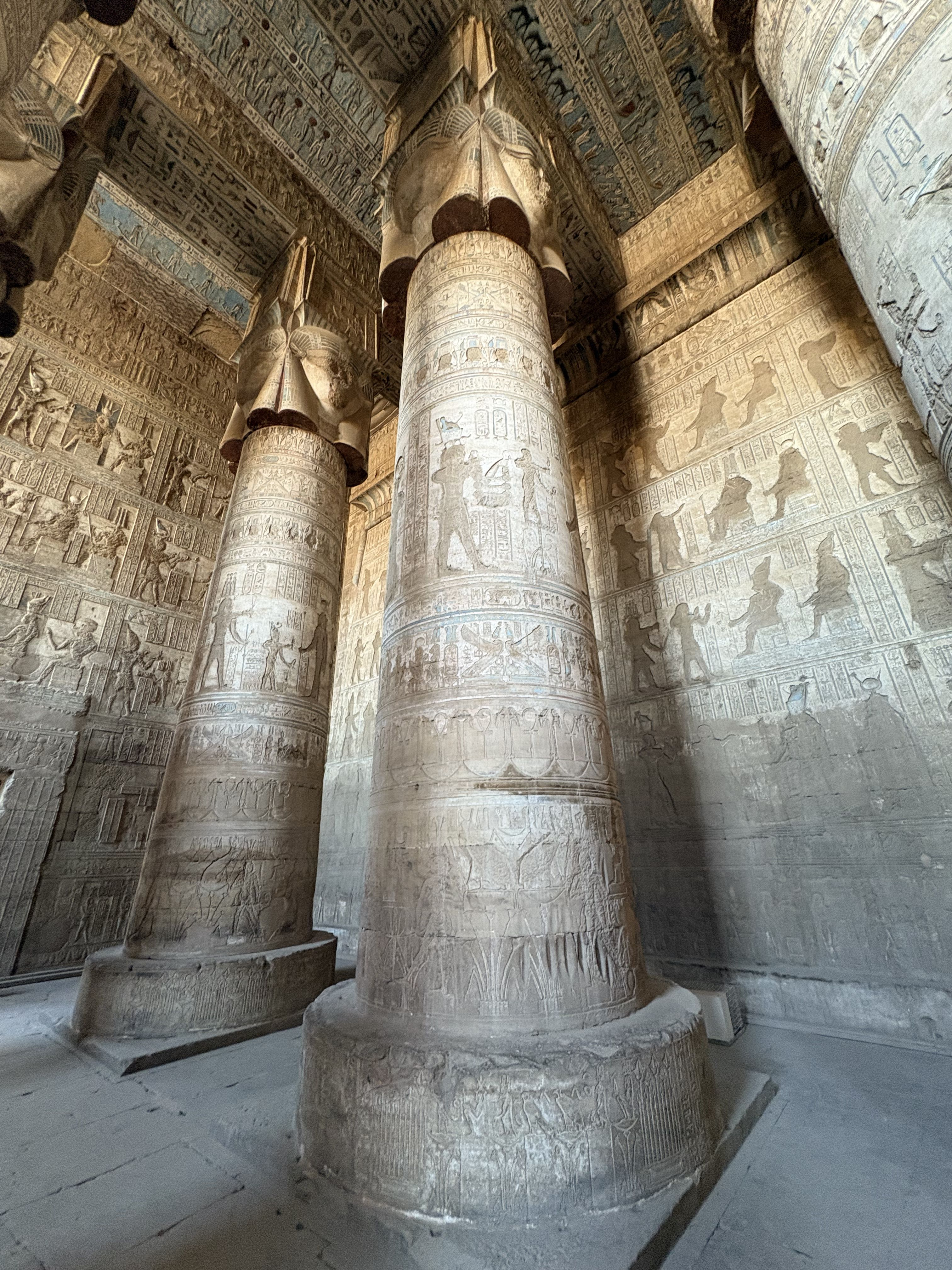
تعليق20
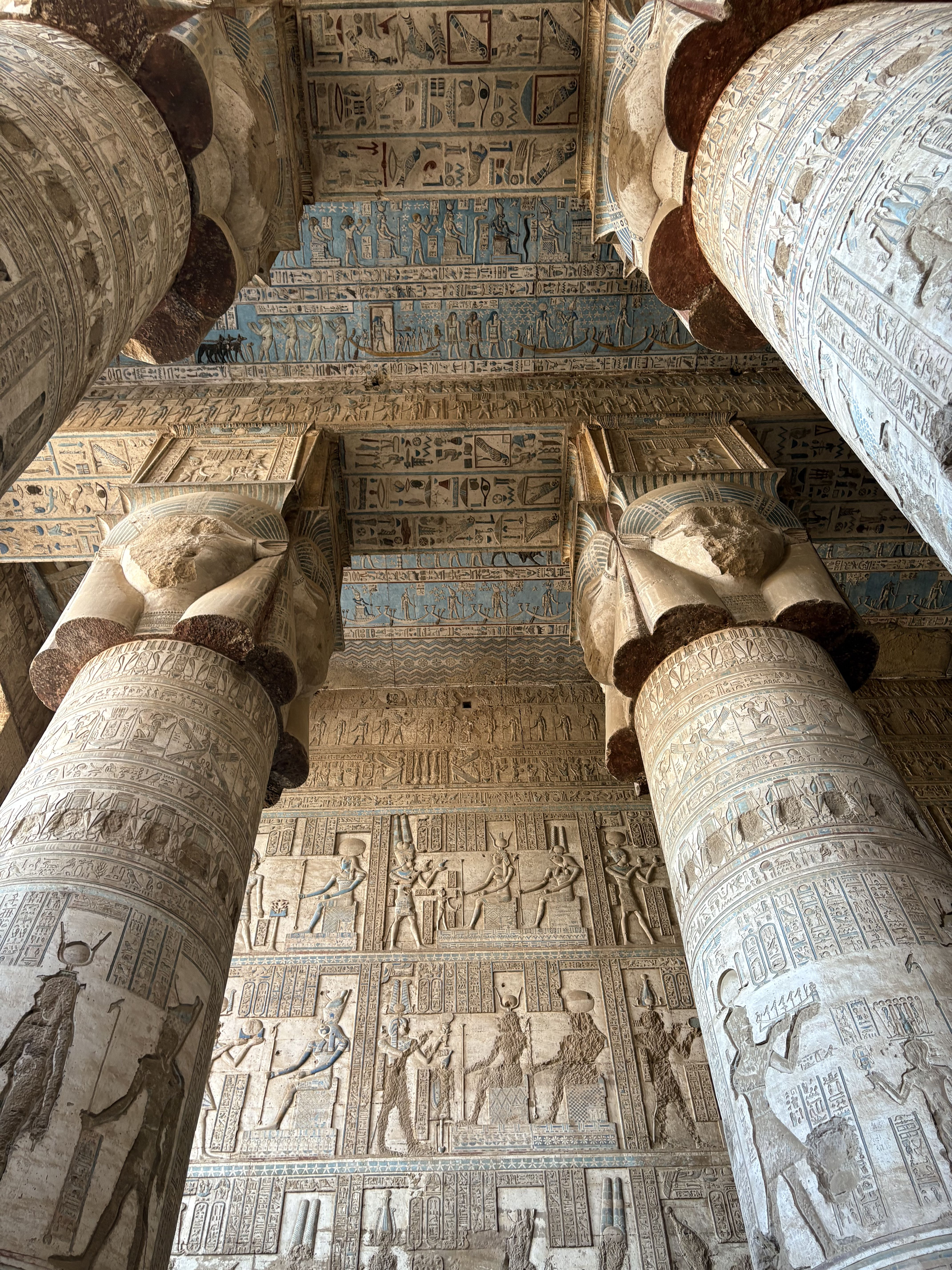
تعليق21